# Liste der Gemeinden Westfalens S–Z

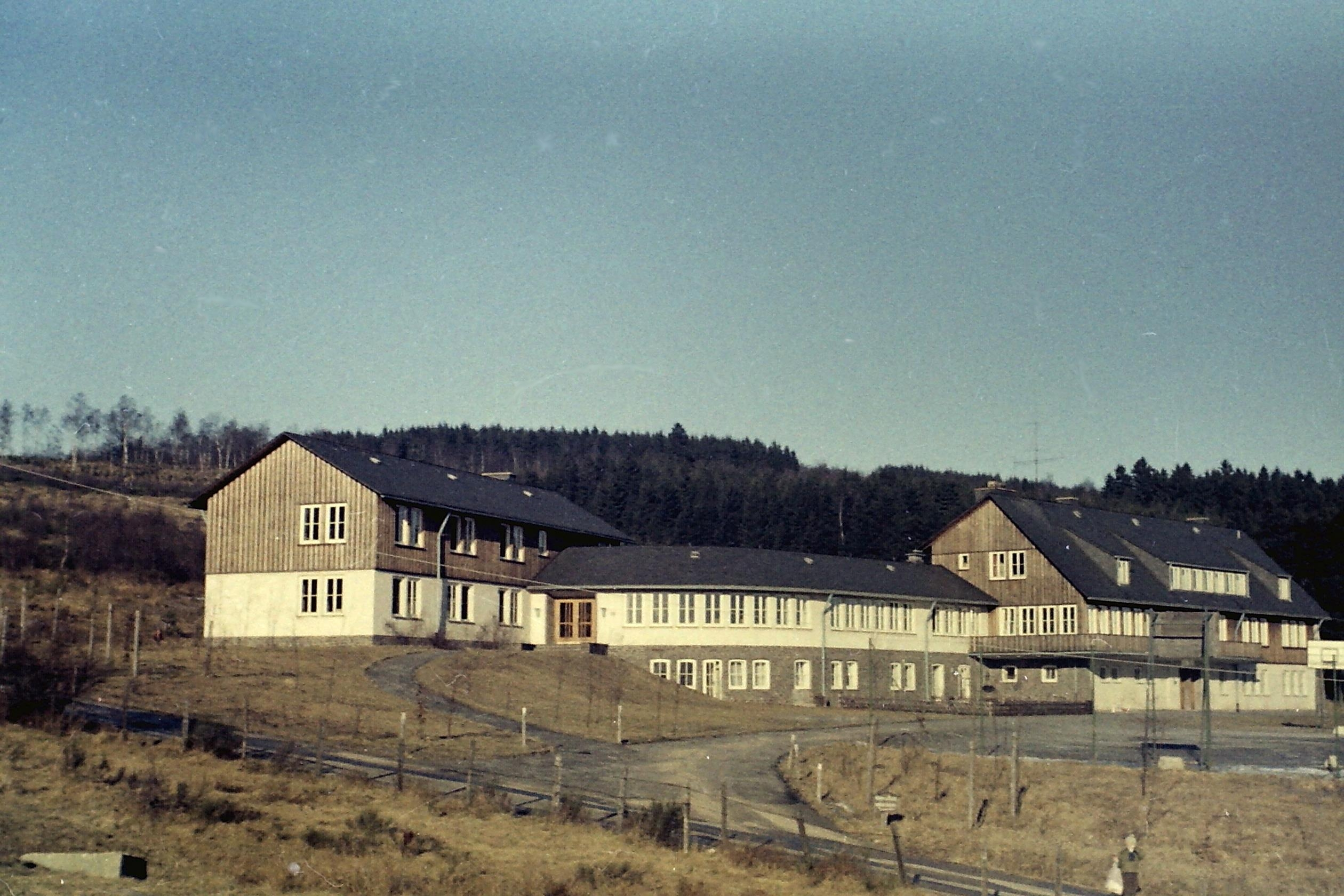
Haus am Ebbehang, ehemaliges Schullandheim in der ehemaligen Gemeinde Valbert, jetzt Meinerzhagen

Diese Liste enthält alle Gemeinden Westfalens mit ihren Gebietsveränderungen ab 1858. Die Gemeinden des lippischen Landesteils werden erst ab ihrer Zugehörigkeit zum Land Nordrhein-Westfalen mit ihren Gebietsänderungen aufgeführt. Die derzeit existierenden selbstständigen Gemeinden werden farblich hervorgehoben. Die Gebiete, die nach Westfalen wechselten, sind grün, diejenigen, die es verließen, rot unterlegt.

## Abkürzungen und Erläuterungen
- A = Auflösung
- ÄK = Änderung der Kreiszugehörigkeit
- Anf. = Anfang
- B = Beitritt (zum Land Nordrhein-Westfalen)
- E = Eingliederung
- FB = Forstbezirk
- GA = Gebietsaustausch
- GB = Gutsbezirk
- GG = gemeindefreies Gebiet
- N = Neubildung
- NÄ = Namensänderung
- NÄK = Namensänderung des zugehörigen Kreises (Landkreises)
- TA = Ausgliederung eines Teils (Teilausgliederung)
- TE = Eingliederung eines Teils (Teileingliederung)
- TU = Umgliederung eines Teils (Teilumgliederung)
- U = Umgliederung
- grt = größtenteils
- t = teilweise

Hochgestellte römische Zahlen
Wenn es mehrere Gemeinden mit demselben Namen gibt, werden diese in der Liste mit Hilfe hochgestellter römischer Zahlen unterschieden.

## Bezeichnungen der Kreise und Landkreise
- Zunächst hieß die Verwaltungseinheit grundsätzlich Kreis. Nur denjenige Kreise, deren Kreisstadt kreisfrei war (einen eigenen Stadtkreis bildete) bzw. aus dem Kreisverband ausschied, trugen die Bezeichnung Landkreis.
- Vom 1. Oktober 1953 bis zum 30. September 1969 war die einheitliche Bezeichnung Landkreis.
- Seit dem 1. Oktober 1969 ist die einheitliche Bezeichnung Kreis.
- Für Kreise/Landkreise wie z. B. den Ennepe-Ruhr-Kreis blieb die Bezeichnung einheitlich Kreis.

## Bezeichnungen der kreisfreien Städte und Stadtkreise
- Die, beginnend mit Dortmund im Jahr 1875, ausgekreisten Städte wurden zu Stadtkreisen.
- Die Stadt Münster, die bereits seit 1816 kreisfrei war, wurde mit der Preußischen Kreisordnung vom 1. April 1887 ebenfalls zu einem Stadtkreis.
- Ab dem 1. Oktober 1953 ist die Bezeichnung kreisfreie Stadt.

## Änderung der Schreibweise der Gemeinden mit C bzw. K
Die Änderung der Schreibweise etlicher Gemeinden mit einem ursprünglichen C, das in ein K geändert wurde, wird in der Liste in der Regel nicht berücksichtigt. Gemeinden, die im 19. Jahrhundert häufig mit C geschrieben wurden, wurden mit Verweis auf die Schreibweise mit K in die Liste aufgenommen.

## Liste

### S

#### Sa
| Gemeinde                                 | Nr.   | Datum      | Maßnahme; Kreiszugehörigkeit                                                                                                 |
| ---------------------------------------- | ----- | ---------- | --- |
| Saalhausen                               | 68020 | 19.03.1858 | Landkreis, bis 1953 Kreis Olpe                                                                                               |
| Saalhausen                               | 68020 | 01.07.1969 | A > Lennestadt |
| Sabbenhausen                             | 77075 | 21.01.1947 | B; Landkreis, ab dem 01.10.1969 Kreis Detmold                                                                                |
| Sabbenhausen                             | 77075 | 01.01.1970 | A > Lügde |
| Saerbeck                                 | 55018 | 19.03.1858 | Landkreis, ab 1969 Kreis Münster                                                                                             |
| Saerbeck                                 | 55018 | 01.04.1927 | TA > Hembergen |
| Saerbeck                                 | 60038 | 01.01.1975 | TA > Emsdetten, Greven, Ladbergen und Tecklenburg; ÄK > Kreis Steinfurt                                                      |
| SalchendorfI, Amt Burbach                | 66098 | 19.03.1858 | Landkreis, bis 1923 Kreis Siegen                                                                                             |
| SalchendorfI, Amt Burbach                | 66098 | 01.01.1969 | A > Neunkirchen |
| SalchendorfII, Amt Netphen               | 66099 | 19.03.1858 | Landkreis, bis 1923 Kreis Siegen                                                                                             |
| SalchendorfII, Amt Netphen               | 66099 | 01.01.1969 | A > Netphen |
| Salingen                                 | 44077 | 19.03.1858 | Landkreis, bis 1875 Kreis Dortmund                                                                                           |
| Salingen                                 | 73021 | 01.04.1887 | ÄK > Landkreis, bis 1911 Kreis Hörde                                                                                         |
| Salingen                                 | 73021 | 1921       | A > Barop |
| Salzkotten                               | 42039 | 19.03.1858 | Kreis, von 1953 bis 1969 Landkreis Büren                                                                                     |
| Salzkotten                               | 56030 | 01.01.1975 | E < Mantinghausen, Niederntudorf, Oberntudorf, Scharmede, Schwelle, Thüle, Upsprunge, Verlar und Verne; ÄK > Kreis Paderborn |
| Sandbochum                               | 47054 | 19.03.1858 | Landkreis, bis 1901 Kreis Hamm                                                                                               |
| Sandbochum                               | 76054 | 17.10.1930 | NÄK > Landkreis, bis 1953 Kreis Unna                                                                                         |
| Sandbochum                               | 76054 | 01.01.1968 | A > Pelkum |
| Sande                                    | 56019 | 19.03.1858 | Kreis, von 1953 bis 1969 Landkreis Paderborn                                                                                 |
| Sande                                    | 56019 | 1896       | GA < > Elsen |
| Sande                                    | 56019 | 01.01.1975 | A > Paderborn |
| Sandebeck                                | 49066 | 19.03.1858 | Landkreis, bis 1953 und ab dem 01.10.1969 Kreis Höxter                                                                       |
| Sandebeck                                | 49066 | 01.01.1970 | A > Steinheim |
| Sandhagen, Gadderbaum und Bleichbezirk   | 35025 | 19.03.1858 | Kreis Bielefeld |
| Sandhagen, Gadderbaum und Bleichbezirk   | 35025 | 1883       | NÄ > Gadderbaum |
| Sankt Mauritz                            | 55019 | 19.03.1858 | Landkreis, ab 1969 Kreis Münster                                                                                             |
| Sankt Mauritz                            | 55019 | 01.01.1875 | TA > Münster |
| Sankt Mauritz                            | 55019 | 01.04.1903 | TE < Überwasser; TA > Münster                                                                                                |
| Sankt Mauritz                            | 55019 | 01.10.1956 | TA > Münster |
| Sankt Mauritz                            | 55019 | 01.01.1975 | A > Münster |
| Sankt Vit                                | 64026 | 1867       | N < Langenberg (t); Landkreis, bis 1953 Kreis Wiedenbrück                                                                    |
| Sankt Vit                                | 64026 | 01.07.1936 | TE < Batenhorst |
| Sankt Vit                                | 64026 | 01.01.1970 | A > Rheda-Wiedenbrück |
| Sassenberg                               | 63018 | 19.03.1858 | Kreis, von 1953 bis 1969 Landkreis Warendorf                                                                                 |
| Sassenberg                               | 63018 | 01.07.1969 | E < Füchtorf; TE < Dackmar und Gröblingen; GA < > Warendorf                                                                  |
| Sassendorf                               | 59084 | 19.03.1858 | Kreis Soest |
| Sassendorf                               | 59084 | 1906       | NÄ > Bad Sassendorf |
| Sassenhausen                             | 65040 | 19.03.1858 | Kreis, von 1953 bis 1969 Landkreis Wittgenstein                                                                              |
| Sassenhausen                             | 65040 | 01.01.1975 | A > Bad Berleburg |
| Saßmannshausen                           | 65041 | 19.03.1858 | Kreis, von 1953 bis 1969 Landkreis Wittgenstein                                                                              |
| Saßmannshausen                           | 65041 | ca. 1929   | TE < Gutsbezirk Sayn-Wittgenstein-Hohenstein                                                                                 |
| Saßmannshausen                           | 65041 | 01.01.1975 | A > Laasphe |
| Sayn-Wittgenstein-Berleburg, Gutsbezirk  |       |            | → Gutsbezirk Sayn-Wittgenstein-Berleburg                                                                                     |
| Sayn-Wittgenstein-Hohenstein, Gutsbezirk |       |            | → Gutsbezirk Sayn-Wittgenstein-Hohenstein                                                                                    |

#### Sc
| Gemeinde                  | Nr.   | Datum         | Maßnahme; Kreiszugehörigkeit |
| ------------------------- | ----- | ------------- | --- |
| Schale                    | 61019 | 19.03.1858    | Kreis, von 1953 bis 1969 Landkreis Tecklenburg |
| Schale                    | 61019 | 01.01.1975    | A > Hopsten |
| Schalke                   | 37060 | 19.03.1858    | Landkreis, bis 1876 Kreis Bochum |
| Schalke                   | 71016 | 01.07.1885    | ÄK > Landkreis, bis 1897 Kreis Gelsenkirchen |
| Schalke                   | 71016 | 01.04.1903    | A > Gelsenkirchen |
| Schalksmühle              | 32020 | 01.10.1912    | N < Halver (t); Landkreis, bis 1953 Kreis Altena |
| Schalksmühle              | 79010 | 01.01.1969    | TE < Hülscheid; ÄK > Kreis, bis zum 30.09.1969 Landkreis Lüdenscheid; |
| Schalksmühle              | 79010 | 01.01.1970    | GA < > Breckerfeld |
| Schalksmühle              | 84014 | 01.01.1975    | ÄK > Märkischer Kreis |
| Schallern                 | 51047 | 19.03.1858    | Kreis, von 1953 bis 1969 Landkreis Lippstadt |
| Schallern                 | 51047 | 01.01.1975    | A > Erwitte |
| Schameder                 | 65042 | 19.03.1858    | Kreis, von 1953 bis 1969 Landkreis Wittgenstein |
| Schameder                 | 65042 | 01.01.1975    | A > Erndtebrück |
| Schapdetten               | 55020 | 19.03.1858    | Kreis, von 1953 bis 1969 Landkreis Münster |
| Schapdetten               | 55020 | 01.01.1881    | TE < Havixbeck und Nottuln |
| Schapdetten               | 55020 | 01.05.1903    | TE < Havixbeck |
| Schapdetten               | 55020 | 01.10.1961    | TE < Nottuln |
| Schapdetten               | 55020 | 01.01.1975    | A > Nottuln |
| Scharfenberg              | 40053 | 19.03.1858    | Kreis, von 1953 bis 1969 Landkreis Brilon |
| Scharfenberg              | 40053 | 01.01.1975    | A > Brilon |
| Scharmede                 | 42040 | 19.03.1858    | Kreis, von 1953 bis 1969 Landkreis Büren |
| Scharmede                 | 42040 | 01.01.1975    | A > Salzkotten |
| Scheidingen               | 59085 | 19.03.1858    | Landkreis, bis 1953 Kreis Soest |
| Scheidingen               | 59085 | 01.07.1969    | A > Welver (grt) und Werl |
| Scherfede                 | 62042 | 19.03.1858    | Kreis, von 1953 bis 1969 Landkreis Warburg |
| Scherfede                 | 62042 | 01.01.1975    | A > Warburg |
| Schieder                  | 77076 | 21.01.1947    | B; Landkreis, ab dem 01.10.1969 Kreis Detmold |
| Schieder                  | 77076 | ca. Ende 1967 | E < Forstbezirk Schieder |
| Schieder                  | 77076 | 01.01.1970    | A > Schieder-Schwalenberg |
| Schieder, Forstbezirk     |       |               | → Forstbezirk Schieder |
| Schieder-Schwalenberg     | 77100 | 01.01.1970    | N < Blomberg (t), Brakelsiek, Lothe, Ruensiek, Schieder, Schwalenberg, Siekholz und Wöbbel; Kreis Detmold                                                                                      |
| Schieder-Schwalenberg     | 81015 | 01.01.1973    | ÄK > Kreis Lippe |
| Schildesche               | 35027 | 19.03.1858    | Landkreis, bis 1878 Kreis Bielefeld |
| Schildesche               | 35027 | 01.10.1930    | A > Bielefeld |
| Schildesche Bauerschaft   | 35026 | 19.03.1858    | Landkreis, bis 1878 Kreis Bielefeld |
| Schildesche Bauerschaft   | 35026 | 01.10.1930    | A > Bielefeld, BrakeI und Vilsendorf |
| Schildesche, Dorf         |       |               | → Schildesche |
| Schlangen                 | 77077 | 21.01.1947    | B; Kreis, 1953 bis 1969 Landkreis Detmold |
| Schlangen                 | 77077 | 01.01.1970    | E < Kohlstädt und Oesterholz-Haustenbeck |
| Schlangen                 | 81016 | 01.01.1973    | ÄK > Kreis Lippe |
| Schlangen                 | 81016 | 01.01.1975    | GA < > Bad Lippspringe |
| Schliprüthen              | 70018 | 19.03.1858    | Landkreis, bis 1953 Kreis Meschede |
| Schliprüthen              | 70018 | 01.07.1969    | A > Finnentrop |
| Schloß Holte              | 64030 | 28.10.1964    | NÄ < Liemke; Landkreis, ab dem 01.10.1969 Kreis Wiedenbrück |
| Schloß Holte              | 64030 | 01.01.1970    | A > Schloß Holte-Stukenbrock (grt) und Verl |
| Schloß Holte-Stukenbrock  | 35040 | 01.01.1970    | N < Schloß Holte (t), Sende (t) und Stukenbrock; Kreis Bielefeld |
| Schloß Holte-Stukenbrock  | 80009 | 01.01.1973    | ÄK > Kreis Gütersloh |
| Schloß Neuhaus            | 56026 | 10.09.1957    | NÄ < Neuhaus; Kreis, bis 1969 Landkreis Paderborn |
| Schloß Neuhaus            | 56026 | 01.01.1975    | A > Paderborn |
| Schlückingen              | 59086 | 19.03.1858    | Landkreis, bis 1953 Kreis Soest |
| Schlückingen              | 59086 | 01.07.1969    | A > WickedeII (Ruhr) |
| Schlüsselburg             | 54057 | 19.03.1858    | Kreis, von 1953 bis 1969 Landkreis Minden |
| Schlüsselburg             | 54057 | 01.01.1963    | TA > Wasserstraße |
| Schlüsselburg             | 54057 | 01.01.1973    | A > Petershagen |
| Schmallenberg             | 70019 | 19.03.1858    | Kreis, von 1953 bis 1969 Landkreis Meschede |
| Schmallenberg             | 83010 | 01.01.1975    | E < BerghausenIII, Freiheit Bödefeld, Dorlar, Fleckenberg, Fredeburg, Grafschaft, Rarbach und Wormbach; TE < Bödefeld-Land, Eslohe (Sauerland), Lenne und Oberkirchen; ÄK > Hochsauerlandkreis |
| Schmechten                | 49067 | 19.03.1858    | Landkreis, bis 1953 und ab dem 01.10.1969 Kreis Höxter |
| Schmechten                | 49067 | 01.01.1970    | A > Brakel |
| Schmedissen               | 77078 | 21.01.1947    | B; Landkreis, ab dem 01.10.1969 Kreis Detmold |
| Schmedissen               | 77078 | 01.01.1970    | A > Bad Meinberg-Horn |
| Schmehausen               | 47055 | 19.03.1858    | Landkreis, bis 1901 Kreis Hamm |
| Schmehausen               | 76055 | 17.10.1930    | NÄK > Landkreis, bis 1953 Kreis Unna |
| Schmehausen               | 76055 | 01.01.1968    | A > UentropII |
| Schmerlecke               | 51048 | 19.03.1858    | Kreis, von 1953 bis 1969 Landkreis Lippstadt |
| Schmerlecke               | 51048 | 01.01.1975    | A > Erwitte |
| Schnathorst               | 69036 | 19.03.1858    | Kreis, von 1953 bis 1969 Landkreis Lübbecke |
| Schnathorst               | 69036 | 01.01.1973    | A > Hüllhorst |
| Schoneberg                | 59087 | 19.03.1858    | Landkreis, bis 1953 Kreis Soest |
| Schoneberg                | 59087 | 01.07.1969    | A > Lippetal |
| Schönemark                | 77079 | 21.01.1947    | B; Landkreis, ab dem 01.10.1969 Kreis Detmold |
| Schönemark                | 77079 | 01.01.1970    | A > Detmold (grt) und Bad Meinberg-Horn |
| Schönenberg               | 49068 | 19.03.1858    | Landkreis, bis 1953 und ab dem 01.10.1969 Kreis Höxter |
| Schönenberg               | 49068 | 01.01.1970    | A > Nieheim |
| Schönhagen                | 78056 | 21.01.1947    | B; Kreis Lemgo |
| Schönhagen                | 78056 | 01.01.1969    | A > Barntrup und Extertal (grt) |
| Schönholthausen           | 70020 | 19.03.1858    | Landkreis, bis 1953 Kreis Meschede |
| Schönholthausen           | 70020 | 01.07.1969    | A > Finnentrop |
| Schöning                  |       |               | → Westerloh |
| Schöppingen               | 31019 | 01.07.1969    | N < Eggerode, Kirchspiel Schöppingen und Wigbold Schöppingen; Kreis, bis zum 30.09.1969 Landkreis Ahaus                                                                                        |
| Schöppingen               | 38051 | 01.01.1975    | ÄK > Kreis Borken |
| Schöppingen, Kirchspiel   |       |               | → Kirchspiel Schöppingen |
| Schöppingen, Wigbold      |       |               | → Wigbold Schöppingen |
| Schötmar                  | 78057 | 21.01.1947    | B; Kreis Lemgo |
| Schötmar                  | 78057 | 19.12.1950    | TE < Ehrsen-Breden |
| Schötmar                  | 78057 | 19.12.1956    | TE < Ehrsen-Breden |
| Schötmar                  | 78057 | 01.04.1957    | GA < > Werl-Aspe |
| Schötmar                  | 78057 | 01.04.1961    | TE < HolzhausenVII |
| Schötmar                  | 78057 | 01.01.1969    | A > Bad Salzuflen |
| Schrick                   |       |               | → Stiepel |
| SchröttinghausenI         | 46030 | 19.03.1858    | Kreis, von 1953 bis 1969 Landkreis Halle (Westfalen) |
| SchröttinghausenI         | 46030 | 31.12.1962    | GA < > Häger; TA > Werther (Westfalen) |
| SchröttinghausenI         | 46030 | 01.01.1973    | A > Bielefeld (grt) und Werther (Westfalen) |
| SchröttinghausenII        | 69037 | 19.03.1858    | Kreis, von 1953 bis 1969 Landkreis Lübbecke |
| SchröttinghausenII        | 69037 | 01.01.1973    | A > Preußisch Oldendorf (grt) und Stemwede |
| Schuckenbaum              | 78058 | 21.01.1947    | B; Kreis Lemgo |
| Schuckenbaum              | 78058 | 01.01.1969    | A > Leopoldshöhe |
| Schüllar                  | 65043 | 19.03.1858    | Kreis, von 1953 bis 1969 Landkreis Wittgenstein |
| Schüllar                  | 65043 | ca. 1929      | TE < Gutsbezirk Sayn-Wittgenstein-Berleburg |
| Schüllar                  | 65043 | 01.01.1965    | TE < Gutsbezirk Sayn-Wittgenstein-Berleburg |
| Schüllar                  | 65043 | 01.01.1975    | A > Bad Berleburg |
| Schüren                   | 44078 | 19.03.1858    | Landkreis, bis 1875 Kreis Dortmund |
| Schüren                   | 73022 | 01.04.1887    | ÄK > Landkreis, bis 1911 Kreis Hörde |
| Schüren                   | 73022 | 01.08.1929    | A > Dortmund |
| Schwalenberg              | 77080 | 21.01.1947    | B; Landkreis, ab dem 01.10.1969 Kreis Detmold |
| Schwalenberg              | 77080 | 01.01.1970    | A > Schieder-Schwalenberg |
| Schwaney                  | 56020 | 19.03.1858    | Kreis, von 1953 bis 1969 Landkreis Paderborn |
| Schwaney                  | 56020 | 01.01.1975    | A > Altenbeken |
| Schwarzenau               | 65044 | 19.03.1858    | Kreis, von 1953 bis 1969 Landkreis Wittgenstein |
| Schwarzenau               | 65044 | ca. 1929      | TE < Gutsbezirk Sayn-Wittgenstein-Hohenstein |
| Schwarzenau               | 65044 | 01.01.1975    | A > Bad Berleburg |
| Schwarzenmoor             | 48045 | 19.03.1858    | Landkreis, bis 1911 Kreis Herford |
| Schwarzenmoor             | 48045 | 01.01.1969    | A > Herford |
| Schweckhausen             | 62043 | 19.03.1858    | Kreis, von 1953 bis 1969 Landkreis Warburg |
| Schweckhausen             | 62043 | 1925          | TE < Willegassen |
| Schweckhausen             | 62043 | 1928          | E < Gutsbezirk Schweckhausen |
| Schweckhausen             | 62043 | 01.01.1975    | A > Willebadessen |
| Schweckhausen, Gutsbezirk |       |               | → Gutsbezirk Schweckhausen |
| Schwefe                   | 59088 | 19.03.1858    | Landkreis, bis 1953 Kreis Soest |
| Schwefe                   | 59088 | ca. 1865      | TA > Paradiese |
| Schwefe                   | 59088 | 01.07.1969    | A > Welver |
| Schweflinghausen          | 45034 | 19.03.1858    | Landkreis, bis 1887 Kreis Hagen |
| Schweflinghausen          | 74013 | 01.04.1887    | ÄK > Kreis Schwelm |
| Schweflinghausen          | 74013 | 01.04.1923    | A > Milspe |
| Schweicheln               | 48046 | 19.03.1858    | Landkreis, bis 1911 Kreis Herford |
| Schweicheln               | 48046 | 01.04.1950    | A > Schweicheln-Bermbeck |
| Schweicheln-Bermbeck      | 48061 | 01.04.1950    | N < Bermbeck und Schweicheln; Landkreis Herford |
| Schweicheln-Bermbeck      | 48061 | 01.01.1969    | A > Hiddenhausen |
| Schwelentrup              | 78059 | 21.01.1947    | B; Kreis Lemgo |
| Schwelentrup              | 78059 | 01.01.1969    | A > Dörentrup (grt), Extertal und Kalletal |
| Schwelle                  | 42041 | 19.03.1858    | Kreis, von 1953 bis 1969 Landkreis Büren |
| Schwelle                  | 42041 | 01.01.1975    | A > Salzkotten |
| Schwelm                   | 45036 | 19.03.1858    | Kreis Hagen |
| Schwelm                   | 45036 | 01.01.1879    | E < Schwelm-Land |
| Schwelm                   | 74014 | 01.04.1887    | ÄK > Kreis Schwelm |
| Schwelm                   | 75028 | 01.08.1929    | ÄK > Ennepe-Ruhrkreis |
| Schwelm                   | 75028 | ca. 1946      | NÄK > Ennepe-Ruhr-Kreis |
| Schwelm                   | 75028 | 01.01.1970    | TA > Wuppertal (kreisfreie Stadt, Regierungsbezirk Düsseldorf, Landschaftsverband Rheinland)                                                                                                   |
| Schwelm                   | 75028 | 01.01.1970    | TE < Linderhausen |
| Schwelm-Land              | 45035 | 19.03.1858    | Kreis Hagen |
| Schwelm-Land              | 45035 | 01.01.1879    | A > Schwelm |
| Schwenningdorf            | 48047 | 19.03.1858    | Landkreis, bis 1911 Kreis Herford |
| Schwenningdorf            | 48047 | 04.03.1898    | TE < Bieren |
| Schwenningdorf            | 48047 | 01.04.1932    | GA < > Bieren |
| Schwenningdorf            | 48047 | 01.01.1969    | A > Rödinghausen |
| Schwerte                  | 44079 | 19.03.1858    | Landkreis, bis 1875 Kreis Dortmund |
| Schwerte                  | 73023 | 01.04.1887    | ÄK > Landkreis, bis 1911 Kreis Hörde |
| Schwerte                  | 50037 | 01.08.1929    | ÄK > Kreis, bis 1969 Landkreis Iserlohn |
| Schwerte                  | 76081 | 01.01.1975    | E < Ergste, Geisecke, Villigst und Wandhofen; TE < Dortmund, HolzenII (bei Schwerte), Lichtendorf und Westhofen; ÄK > Kreis Unna                                                               |
| Schwieringhausen          | 44080 | 19.03.1858    | Landkreis, bis 1875 Kreis Dortmund |
| Schwieringhausen          | 44080 | 27.10.1917    | A > Mengede |
| Schwitten                 | 50027 | 19.03.1858    | Kreis, von 1907 bis 1969 Landkreis Iserlohn |
| Schwitten                 | 50027 | 01.01.1975    | A > Menden (Sauerland) |

#### Se
| Gemeinde                   | Nr.   | Datum      | Maßnahme; Kreiszugehörigkeit                                                    |
| -------------------------- | ----- | ---------- | ------------------------------------------------------------------------------- |
| Seelbach                   | 66100 | 19.03.1858 | Landkreis, bis 1923 Kreis Siegen                                                |
| Seelbach                   | 66100 | 01.07.1966 | A > Siegen                                                                      |
| Seelbach (bei Neunkirchen) |       |            | → Altenseelbach                                                                 |
| Seelenfeld                 | 54058 | 19.03.1858 | Kreis, von 1953 bis 1969 Landkreis Minden                                       |
| Seelenfeld                 | 54058 | 01.01.1973 | A > Petershagen                                                                 |
| Selbeck                    | 78060 | 21.01.1947 | B; Kreis Lemgo                                                                  |
| Selbeck                    | 78060 | 01.01.1969 | A > Barntrup                                                                    |
| Selhorst                   |       |            | → Langenberg                                                                    |
| Sellen                     | 60024 | 19.03.1858 | Kreis Steinfurt                                                                 |
| Sellen                     | 60024 | 01.04.1939 | A > Burgsteinfurt                                                               |
| Selm                       | 52016 | 19.03.1858 | Kreis, von 1953 bis 1969 Landkreis Lüdinghausen                                 |
| Selm                       | 76082 | 01.01.1975 | E < Bork; ÄK > Kreis Unna                                                       |
| Sende                      | 64021 | 19.03.1858 | Kreis, von 1953 bis zum 30.09.1969 Landkreis Wiedenbrück                        |
| Sende                      | 64021 | 01.01.1970 | A > Schloß Holte-Stukenbrock, Sennestadt und Verl (grt)                         |
| Senden                     | 52017 | 19.03.1858 | Kreis, von 1953 bis 1969 Landkreis Lüdinghausen                                 |
| Senden                     | 43036 | 01.01.1975 | E < Ottmarsbocholt und Venne; TE < Bösensell; TA > Nottuln; ÄK > Kreis Coesfeld |
| Sendenhorst                | 34019 | 19.03.1858 | Kreis, von 1953 bis 1969 Landkreis Beckum                                       |
| Sendenhorst                | 34019 | 01.01.1968 | E < Kirchspiel Sendenhorst                                                      |
| Sendenhorst                | 63028 | 01.01.1975 | TE < Albersloh und Alverskirchen; ÄK > Kreis Warendorf                          |
| Sendenhorst, Kirchspiel    |       |            | → Kirchspiel Sendenhorst                                                        |
| Senne I                    | 35028 | 19.03.1858 | Kreis, von 1878 bis 1969 Landkreis Bielefeld                                    |
| Senne I                    | 35028 | 01.10.1930 | TE < Stieghorst                                                                 |
| Senne I                    | 35028 | 01.07.1957 | GA < > Brackwede                                                                |
| Senne I                    | 35028 | 01.01.1973 | A > Bielefeld (grt) und Gütersloh                                               |
| Senne II                   | 35020 | 19.03.1858 | Landkreis, bis 1887 Kreis Bielefeld                                             |
| Senne II                   | 35020 | 14.05.1965 | NÄ > Sennestadt                                                                 |
| Sennestadt                 | 35039 | 14.05.1965 | NÄ < Senne II, Kreis, von 1887 bis 1969 Landkreis Bielefeld                     |
| Sennestadt                 | 35039 | 01.01.1970 | TE < Sende                                                                      |
| Sennestadt                 | 35039 | 01.01.1973 | A > Bielefeld                                                                   |
| Seppenrade                 | 52018 | 19.03.1858 | Kreis, von 1953 bis 1969 Landkreis Lüdinghausen                                 |
| Seppenrade                 | 52018 | 1929       | TA > Stadt Lüdinghausen                                                         |
| Seppenrade                 | 52018 | 01.01.1975 | A > Lüdinghausen                                                                |
| Seringhausen               | 51049 | 19.03.1858 | Kreis, von 1953 bis 1969 Landkreis Lippstadt                                    |
| Seringhausen               | 51049 | 01.01.1975 | A > Erwitte                                                                     |
| Sevinghausen               | 37061 | 19.03.1858 | Landkreis, bis 1876 Kreis Bochum                                                |
| Sevinghausen               | 71017 | 01.07.1885 | ÄK > Landkreis, bis 1997 Kreis Gelsenkirchen                                    |
| Sevinghausen               | 71017 | 01.04.1926 | TA > Steele (Landkreis Essen, Regierungsbezirk Düsseldorf, Rheinprovinz)        |
| Sevinghausen               | 71017 | 01.04.1926 | A > Wattenscheid                                                                |

#### Si
| Gemeinde        | Nr.   | Datum      | Maßnahme; Kreiszugehörigkeit                                                                                       |
| --------------- | ----- | ---------- | --- |
| Sichtigvor      | 33045 | 19.03.1858 | Kreis, von 1953 bis 1969 Landkreis Arnsberg                                                                        |
| Sichtigvor      | 33045 | 01.01.1966 | TE < Allagen |
| Sichtigvor      | 33045 | 01.01.1975 | A > Warstein |
| Siddessen       | 62044 | 19.03.1858 | Kreis, von 1953 bis 1969 Landkreis Warburg                                                                         |
| Siddessen       | 62044 | 01.01.1975 | A > Brakel |
| SiddinghausenI  | 42042 | 19.03.1858 | Kreis, von 1953 bis 1969 Landkreis Büren                                                                           |
| SiddinghausenI  | 42042 | 01.01.1975 | A > BürenI |
| SiddinghausenII | 47056 | 19.03.1858 | Landkreis, bis 1901 Kreis Hamm                                                                                     |
| SiddinghausenII | 76056 | 17.10.1930 | NÄK > Landkreis, bis 1953 Kreis Unna                                                                               |
| SiddinghausenII | 76056 | 01.01.1968 | A > Unna |
| Siebenhöfen     | 77081 | 21.01.1947 | B; Landkreis, ab dem 01.10.1969 Kreis Detmold                                                                      |
| Siebenhöfen     | 77081 | 01.01.1970 | A > Blomberg |
| Siedlinghausen  | 40054 | 19.03.1858 | Kreis, von 1953 bis 1969 Landkreis Brilon                                                                          |
| Siedlinghausen  | 40054 | 01.01.1975 | A > Winterberg |
| Siegen          | 66101 | 19.03.1858 | Landkreis, bis 1923 Kreis Siegen                                                                                   |
| Siegen          | 66101 | 01.04.1902 | TE < Buschgotthardshütten                                                                                          |
| Siegen          | 66101 | 26.06.1902 | TE < Buschgotthardshütten                                                                                          |
| Siegen          | 20000 | 01.03.1923 | ÄK > Stadtkreis, ab 1939 kreisfreie Stadt Siegen                                                                   |
| Siegen          | 20000 | 01.08.1934 | TE < Achenbach |
| Siegen          | 20000 | 01.04.1937 | E < Achenbach; TE < Buschgotthardshütten                                                                           |
| Siegen          | 66124 | 01.07.1966 | E < Breitenbach, Bürbach, Kaan-Marienborn, Seelbach, Trupbach und Volnsberg; ÄK > Kreis, bis 1969 Landkreis Siegen |
| Siegen          | 66124 | 01.01.1969 | E < Feuersbach; TE < Obersdorf                                                                                     |
| Siegen          | 66124 | 01.01.1975 | E < Eiserfeld und Hüttental                                                                                        |
| Siegen          | 85010 | 01.01.1984 | NÄK > Kreis Siegen-Wittgenstein                                                                                    |
| Sieker          | 35030 | 19.03.1858 | Landkreis, bis 1878 Kreis Bielefeld                                                                                |
| Sieker          | 35030 | 01.04.1900 | TE < Gadderbaum |
| Sieker          | 35030 | 01.10.1930 | A > Bielefeld |
| Siekholz        | 77082 | 21.01.1947 | B; Landkreis, ab dem 01.10.1969 Kreis Detmold                                                                      |
| Siekholz        | 77082 | 01.01.1970 | A > Schieder-Schwalenberg                                                                                          |
| Siele           | 48048 | 19.03.1858 | Landkreis, bis 1911 Kreis Herford                                                                                  |
| Siele           | 48048 | 11.01.1896 | TE < Hücker-Aschen                                                                                                 |
| Siele           | 48048 | 01.01.1969 | A > Enger |
| Sielhorst       | 69038 | 19.03.1858 | Kreis, von 1953 bis 1969 Landkreis Lübbecke                                                                        |
| Sielhorst       | 69038 | 01.01.1973 | A > Rahden (grt) und Stemwede                                                                                      |
| Sieveringen     | 59089 | 19.03.1858 | Landkreis, bis 1953 Kreis Soest                                                                                    |
| Sieveringen     | 59089 | 01.01.1958 | TA > Gerlingen |
| Sieveringen     | 59089 | 01.07.1969 | A > Ense |
| Silbach         | 40055 | 19.03.1858 | Kreis, von 1953 bis 1969 Landkreis Brilon                                                                          |
| Silbach         | 40055 | 01.01.1975 | A > Winterberg |
| Silixen         | 78061 | 21.01.1947 | B; Kreis Lemgo |
| Silixen         | 78061 | 01.07.1966 | TE < Forstbezirk Langenholzhausen                                                                                  |
| Silixen         | 78061 | 01.01.1969 | A > Extertal |
| Silschede       | 45037 | 19.03.1858 | Landkreis, bis 1887 Kreis Hagen                                                                                    |
| Silschede       | 75029 | 01.08.1929 | ÄK > Ennepe-Ruhrkreis                                                                                              |
| Silschede       | 75029 | ca. 1946   | NÄK > Ennepe-Ruhr-Kreis                                                                                            |
| Silschede       | 75029 | 01.01.1970 | A > Gevelsberg (grt), Sprockhövel und Wetter (Ruhr)                                                                |

#### So
| Gemeinde                 | Nr.   | Datum      | Maßnahme; Kreiszugehörigkeit |
| ------------------------ | ----- | ---------- | --- |
| Sodingen                 | 44093 | 30.05.1913 | NÄ < Giesenberg-Sodingen; Landkreis, bis 1875 Kreis Dortmund |
| Sodingen                 | 44093 | 01.04.1928 | A > Herne |
| Soest                    | 59090 | 19.03.1858 | Kreis, von 1953 bis 1969 Landkreis Soest |
| Soest                    | 59090 | 01.01.1969 | E < Ampen, Bergede, Deiringsen, Enkesen bei Paradiese, Epsingsen, Hattrop, Hattropholsen, Hiddingsen, Katrop, LendringsenII, Meckingsen, Meiningsen, Müllingsen, Ostönnen, Paradiese, Röllingsen, Ruploh, Thöningsen; TE < Balksen, BrockhausenII und Elfsen |
| Soest                    | 59090 | 01.06.1980 | TE < Bad Sassendorf |
| SohlbachI, Amt Netphen   | 66102 | 19.03.1858 | Landkreis, bis 1923 Kreis Siegen |
| SohlbachI, Amt Netphen   | 66102 | 01.01.1969 | A > Netphen |
| SohlbachII, Amt Weidenau | 66103 | 19.03.1858 | Landkreis, bis 1923 Kreis Siegen |
| SohlbachII, Amt Weidenau | 66103 | 01.10.1958 | TA > Klafeld |
| SohlbachII, Amt Weidenau | 66103 | 01.07.1966 | A > Hüttental |
| Sölde                    | 44081 | 19.03.1858 | Landkreis, bis 1875 Kreis Dortmund |
| Sölde                    | 73024 | 01.04.1887 | ÄK > Landkreis, bis 1911 Kreis Hörde |
| Sölde                    | 73024 | 01.08.1929 | A > Dortmund (grt) und Holzwickede |
| Solterwisch              |       |            | → Exter |
| Somborn                  | 37062 | 19.03.1858 | Landkreis, bis 1876 Kreis Bochum |
| Somborn                  | 37062 | 01.08.1929 | A > Bochum und Dortmund (grt) |
| SommersellI              | 49069 | 19.03.1858 | Landkreis, bis 1953 und ab dem 01.10.1969 Kreis Höxter |
| SommersellI              | 49069 | 01.01.1970 | A > Nieheim |
| SommersellII             | 78062 | 21.01.1947 | B; Kreis Lemgo |
| SommersellII             | 78062 | 01.01.1969 | A > Barntrup |
| Sonneborn                | 78063 | 21.01.1947 | B; Kreis Lemgo |
| Sonneborn                | 78063 | 01.01.1969 | A > Barntrup |
| Sönnern                  | 47057 | 19.03.1858 | Landkreis, bis 1901 Kreis Hamm |
| Sönnern                  | 76057 | 17.10.1930 | ÄK > Landkreis, bis 1953 Kreis Unna |
| Sönnern                  | 76057 | 01.07.1969 | A > Werl |

#### Sp
| Gemeinde       | Nr.   | Datum      | Maßnahme; Kreiszugehörigkeit                                                                                                   |
| -------------- | ----- | ---------- | --- |
| Spenge         | 48049 | 19.03.1858 | Kreis, von 1911 bis 1969 Landkreis Herford                                                                                     |
| Spenge         | 48049 | 01.01.1969 | E < Bardüttingdorf, Hücker-Aschen, Lenzinghausen und Wallenbrück                                                               |
| Spenge         | 48049 | 01.01.1973 | TA > Bielefeld (aus Lenzinghausen)                                                                                             |
| Spenge         | 48049 | 01.07.1982 | TE < Bielefeld |
| Spexard        | 64029 | 01.04.1910 | N < Kattenstroth-Spexard (t); Landkreis, bis 1953 Kreis Wiedenbrück                                                            |
| Spexard        | 64029 | 01.01.1970 | A > Gütersloh |
| SporkI         | 38033 | 19.03.1858 | Kreis, von 1953 bis 1969 Landkreis Borken                                                                                      |
| SporkI         | 38033 | 01.01.1975 | A > Bocholt |
| SporkII        | 77083 | 21.01.1947 | B; Kreis Detmold |
| SporkII        | 77083 | 11.08.1954 | NÄ > Spork-Eichholz |
| Spork-Eichholz | 77095 | 11.08.1954 | NÄ < SporkII; Landkreis, ab dem 01.10.1969 Kreis Detmold                                                                       |
| Spork-Eichholz | 77095 | 01.01.1970 | A > Detmold |
| Spradow        | 48050 | 19.03.1858 | Landkreis, bis 1911 Kreis Herford                                                                                              |
| Spradow        | 48050 | 01.01.1969 | A > Bünde (grt) und Kirchlengern                                                                                               |
| Sprockhövel    | 75039 | 01.09.1960 | N < Niedersprockhövel und Obersprockhövel; Ennepe-Ruhr-Kreis                                                                   |
| Sprockhövel    | 75039 | 01.01.1970 | E < Gennebreck und Hiddinghausen; TE < AsbeckIII, Bredenscheid-Stüter, Esborn, Haßlinghausen (grt), Linderhausen und Silschede |

#### St
| Gemeinde              | Nr.   | Datum      | Maßnahme; Kreiszugehörigkeit |
| --------------------- | ----- | ---------- | --- |
| Stadt Gemen           | 38011 | 19.03.1858 | Landkreis, bis 1953 Kreis Borken |
| Stadt Gemen           | 38011 | 01.07.1969 | A > Borken |
| Stadtlohn             | 31020 | 19.03.1858 | Kreis, von 1953 bis 1969 Landkreis Ahaus |
| Stadtlohn             | 31020 | 01.04.1910 | TE < Wessendorf |
| Stadtlohn             | 31020 | 01.06.1930 | TE < Almsick und Wessendorf |
| Stadtlohn             | 31020 | 01.07.1969 | E < Kirchspiel Stadtlohn |
| Stadtlohn             | 38052 | 01.01.1975 | ÄK > Kreis Borken |
| Stadtlohn, Kirchspiel |       |            | → Kirchspiel Stadtlohn |
| Stadt Ramsdorf        | 38030 | 19.03.1858 | Landkreis, bis 1953 Kreis Borken |
| Stadt Ramsdorf        | 38030 | 01.04.1959 | A > Ramsdorf |
| Stahle                | 49070 | 19.03.1858 | Landkreis, bis 1953 und ab dem 01.10.1969 Kreis Höxter |
| Stahle                | 49070 | 01.01.1970 | A > Höxter |
| Stedefreund           | 48051 | 19.03.1858 | Landkreis, bis 1911 Kreis Herford |
| Stedefreund           | 48051 | 01.01.1969 | A > Herford |
| Steinbach             | 65045 | 19.03.1858 | Kreis, von 1953 bis 1969 Landkreis Wittgenstein |
| Steinbach             | 65045 | 01.01.1975 | A > Laasphe |
| Steinbeck             |       |            | → Belke-Steinbeck |
| Steinbründorf         |       |            | → Valdorf |
| Steinfurt             | 60039 | 01.01.1975 | N < Borghorst und Burgsteinfurt; Kreis Steinfurt |
| Steinhagen            | 46031 | 19.03.1858 | Kreis, von 1953 bis 1969 Landkreis Halle (Westfalen) |
| Steinhagen            | 46031 | 01.01.1932 | TE < Künsebeck |
| Steinhagen            | 80010 | 01.01.1973 | TE < Amshausen, Brockhagen und Hoberge-Uerentrup; TA > Bielefeld; ÄK > Kreis Gütersloh |
| Steinhagen            | 80010 | 01.01.1976 | GA < > Halle (Westf.) |
| Steinhausen           | 42043 | 19.03.1858 | Kreis, von 1953 bis 1969 Landkreis Büren |
| Steinhausen           | 42043 | 01.01.1975 | A > BürenI |
| Steinheim             | 49071 | 19.03.1858 | Kreis, von 1953 bis 1969 Landkreis Höxter |
| Steinheim             | 49071 | 01.01.1964 | TA > Vordereichholz |
| Steinheim             | 49071 | 01.01.1970 | E < Bergheim, Grevenhagen, Hagedorn, Ottenhausen, Rolfzen, Sandebeck, Vinsebeck und Vordereichholz (als Stadtteil Eichholz) |
| Steinhorst            |       |            | → Westerloh |
| Steinkuhle            |       |            | → Wiemelhausen |
| Steinlake, Gutsbezirk |       |            | → Gutsbezirk Steinlake |
| Stemel                | 33046 | 19.03.1858 | Kreis, von 1953 bis 1969 Landkreis Arnsberg |
| Stemel                | 33046 | 01.01.1975 | A > SundernI (Sauerland) |
| Stemmen               | 78064 | 21.01.1947 | B; Kreis Lemgo |
| Stemmen               | 78064 | 01.07.1966 | TE < Forstbezirk Langenholzhausen |
| Stemmen               | 78064 | 01.01.1969 | A > Kalletal |
| Stemmer               | 54059 | 19.03.1858 | Kreis, von 1953 bis 1969 Landkreis Minden |
| Stemmer               | 54059 | 01.01.1973 | A > Minden |
| Stemwede              | 82011 | 01.01.1973 | N < Arrenkamp, Destel (t), Dielingen, Drohne, Getmold (t), Haldem, Lashorst (t), Levern, Niedermehnen, Oppendorf (t), Oppenwehe (t), SchröttinghausenII (t), Sielhorst (t), SundernIII, Twiehausen (t), Varl (t), Wehdem und Westrup; Kreis Minden-Lübbecke |
| Stendenbach           | 66104 | 19.03.1858 | Landkreis, bis 1923 Kreis Siegen |
| Stendenbach           | 66104 | 01.12.1960 | A > Eichen |
| Stenern               | 38034 | 19.03.1858 | Kreis, von 1953 bis 1969 Landkreis Borken |
| Stenern               | 38034 | 01.01.1975 | A > Bocholt |
| Stentrop              | 47058 | 19.03.1858 | Landkreis, bis 1901 Kreis Hamm |
| Stentrop              | 76058 | 17.12.1930 | NÄK > Landkreis, bis 1953 Kreis Unna |
| Stentrop              | 76058 | 01.01.1968 | A > Fröndenberg |
| Steppentrup           |       |            | → Langenberg |
| Stieghorst            | 35031 | 19.03.1858 | Landkreis, bis 1878 Kreis Bielefeld |
| Stieghorst            | 35031 | 01.10.1930 | A > Bielefeld (grt) und Senne I |
| Stiepel               | 37063 | 19.03.1858 | Landkreis, bis 1878 Kreis Bochum |
| Stiepel               | 72023 | 01.07.1885 | ÄK > Kreis Hattingen |
| Stiepel               | 72023 | 01.08.1929 | A > Bochum |
| Stift Fröndenberg     | 47023 | 19.03.1858 | Landkreis, bis 1901 Kreis Hamm |
| Stift Fröndenberg     | 47023 | 01.04.1902 | A > Fröndenberg |
| Stift Quernheim       | 48042 | 19.03.1858 | Landkreis, bis 1911 Kreis Herford |
| Stift Quernheim       | 48042 | 10.06.1925 | TE < Rehmerloh |
| Stift Quernheim       | 48042 | 01.01.1969 | A > Kirchlengern |
| Stirpe                | 51050 | 19.03.1858 | Kreis, von 1953 bis 1969 Landkreis Lippstadt |
| Stirpe                | 51050 | 01.01.1975 | A > Erwitte |
| Stockhausen           |       |            | → Blasheim |
| Stocklarn             | 59091 | 19.03.1858 | Landkreis, bis 1953 Kreis Soest |
| Stocklarn             | 59091 | 01.07.1969 | A > Welver |
| StockumI              | 33047 | 19.03.1858 | Kreis, von 1953 bis 1969 Landkreis Arnsberg |
| StockumI              | 33047 | 01.01.1975 | A > SundernI (Sauerland) |
| StockumII             | 37064 | 19.03.1858 | Landkreis, bis 1876 Kreis Bochum |
| StockumII             | 37064 | 01.08.1929 | A > Witten |
| StockumIII            | 47059 | 19.03.1858 | Landkreis, bis 1901 Kreis Hamm |
| StockumIII            | 76059 | 17.12.1930 | NÄK > Landkreis, bis 1953 Kreis Unna |
| StockumIII            | 76059 | 01.01.1968 | A > Unna |
| StockumIV             | 52019 | 19.03.1858 | Kreis, von 1953 bis 1969 Landkreis Lüdinghausen |
| StockumIV             | 52019 | 01.01.1975 | A > Werne an der Lippe |
| StockumV              | 59092 | 19.03.1858 | Landkreis, bis 1953 Kreis Soest |
| StockumV              | 59092 | ?          | NÄ > StockumV (Möhnesee) |
| StockumV (Möhnesee)   | 59092 | ?          | NÄ < StockumV; Landkreis Soest |
| StockumV (Möhnesee)   | 59092 | 01.07.1969 | A > Möhnesee |
| Störmede              | 51051 | 19.03.1858 | Kreis, von 1953 bis 1969 Landkreis Lippstadt |
| Störmede              | 51051 | 26.01.1898 | TA > Gutsbezirk Eringerfeld |
| Störmede              | 51051 | 01.01.1975 | A > Geseke |
| Strickherdicke        | 47060 | 19.03.1858 | Landkreis, bis 1901 Kreis Hamm |
| Strickherdicke        | 76060 | 17.10.1930 | NÄK > Landkreis, bis 1953 Kreis Unna |
| Strickherdicke        | 76060 | 01.01.1968 | A > Fröndenberg |
| Ströhen               | 69039 | 19.03.1858 | Landkreis Lübbecke |
| Ströhen               | 69039 | ?          | NÄ > Preußisch Ströhen |
| Stromberg             | 34020 | 19.03.1858 | Kreis, von 1953 bis 1969 Landkreis Beckum |
| Stromberg             | 34020 | 01.01.1975 | A > Oelde |
| Struthütten           | 66105 | 19.03.1858 | Landkreis, bis 1923 Kreis Siegen |
| Struthütten           | 66105 | 01.01.1969 | A > Neunkirchen |
| Stukenbrock           | 56021 | 19.03.1858 | Landkreis, von 1953 bis 1969 Kreis Paderborn |
| Stukenbrock           | 56021 | 01.01.1970 | A > Schloß Holte-Stukenbrock |
| Stünzel               | 65046 | 19.03.1858 | Kreis, von 1953 bis 1969 Landkreis Wittgenstein |
| Stünzel               | 65046 | ca. 1929   | TE < Gutsbezirk Sayn-Wittgenstein-Hohenstein |
| Stünzel               | 65046 | 01.01.1975 | A > Bad Berleburg (grt) und Erndtebrück |

#### Su
| Gemeinde                       | Nr.        | Datum      | Maßnahme; Kreiszugehörigkeit |
| ------------------------------ | ---------- | ---------- | --- |
| Süddinker                      | 47061      | 19.03.1858 | Landkreis, bis 1901 Kreis Hamm |
| Süddinker                      | 76061      | 17.10.1930 | NÄK > Landkreis, bis 1953 Kreis Unna |
| Süddinker                      | 76061      | 01.01.1968 | A > Rhynern |
| Suderwich                      | 58026      | 19.03.1858 | Landkreis, bis 1901 Kreis Recklinghausen |
| Suderwich                      | 58026      | 01.04.1926 | A > Recklinghausen |
| Suderwick                      | 38035      | 19.03.1858 | Kreis, von 1953 bis 1969 Landkreis Borken |
| Suderwick                      | 38035      | 23.04.1949 | TU > Dinxperlo, Niederlande |
| Suderwick                      | 38035      | 01.08.1963 | TU < Dinxperlo, Niederlande |
| Suderwick                      | 38035      | 01.01.1975 | A > Bocholt |
| Südfelde                       | 54060      | 19.03.1858 | Kreis, von 1953 bis 1969 Landkreis Minden |
| Südfelde                       | 54060      | 01.01.1973 | A > Petershagen |
| Südhemmern                     | 54061      | 19.03.1858 | Kreis, von 1953 bis 1969 Landkreis Minden |
| Südhemmern                     | 54061      | 01.01.1973 | A > Hille |
| Südkamen                       | 47062      | 19.03.1858 | Landkreis, bis 1901 Kreis Hamm |
| Südkamen                       | 76062      | 17.10.1930 | ÄK > Landkreis, bis 1953 Kreis Unna |
| Südkamen                       | 76062      | 01.01.1968 | A > Kamen |
| Südkirchen                     | 52020      | 19.03.1858 | Kreis, von 1953 bis 1969 Landkreis Lüdinghausen |
| Südkirchen                     | 52020      | 1924       | TE < Nordkirchen |
| Südkirchen                     | 52020      | 01.01.1975 | A > Nordkirchen |
| Südlengern                     | 48052      | 19.03.1858 | Landkreis, bis 1911 Kreis Herford |
| Südlengern                     | 48052      | 01.10.1937 | TE < Kirchlengern |
| Südlengern                     | 48052      | 01.01.1969 | A > Bünde (grt), Hiddenhausen und Kirchlengern |
| Südlohn                        | 31022      | 19.03.1858 | Kreis, von 1953 bis 1969 Landkreis Ahaus |
| Südlohn                        | 31022      | 1907       | TA > Oeding |
| Südlohn                        | 31022      | 01.07.1969 | E < Oeding |
| Südlohn                        | 38053      | 01.01.1975 | ÄK > Kreis Borken |
| Sümmern                        | 50028      | 19.03.1858 | Kreis, von 1907 bis 1969 Landkreis Iserlohn |
| Sümmern                        | 50028      | 01.04.1951 | TE < Halingen; TA > Hennen |
| Sümmern                        | 50028      | 01.01.1975 | A > Iserlohn (grt) und Menden (Sauerland) |
| SundernI                       | 33048      | 19.03.1858 | Landkreis Arnsberg |
| SundernI                       | 33048      | 01.04.1930 | TE < Endorf |
| SundernI                       | 33048      | ?          | NÄ > Sundern (Sauerland)I (Sauerland) |
| SundernI (Sauerland)           | 33048      | ?          | NÄ < SundernI; Kreis, von 1953 bis 1969 Landkreis Arnsberg |
| SundernI (Sauerland)           | 83011      | 01.01.1975 | E < Allendorf (Sauerland), Amecke (Sorpesee), Enkhausen, Estinghausen, Hachen, HagenI, Hellefeld, Langscheid (Sorpesee), Linnepe, Meinkenbracht, Stemel, StockumI, WestenfeldI und Wildewiese; TE < Altenhellefeld, Endorf, Finnentrop (aus Schliprüthen), Herblinghausen, HövelI, Langenholthausen, Mellen und Wennigloh; ÄK > Hochsauerlandkreis |
| SundernII                      | 48053      | 19.03.1858 | Landkreis, bis 1911 Kreis Herford |
| SundernII                      | 48053      | 01.01.1969 | A > Hiddenhausen |
| SundernIII                     | 69040      | 19.03.1858 | Kreis, von 1953 bis 1969 Landkreis Lübbecke |
| SundernIII                     | 69040      | 1921       | TE < Westrup |
| SundernIII                     | 69040      | 01.01.1973 | A > Stemwede |
| Sundern (im Kreis Wiedenbrück) |            |            | → Gütersloh-Land |
| Sundwig                        |            | 19.03.1858 | Landkreis, bis 1907 Kreis Iserlohn |
| Sundwig                        | 01.08.1929 | A > Hemer  | |
| Sünninghausen                  | 34021      | 19.03.1858 | Landkreis, bis 1953 Kreis Beckum |
| Sünninghausen                  | 34021      | 01.01.1970 | A > Oelde |
| Suttrop                        | 51052      | 19.03.1858 | Kreis, von 1953 bis 1969 Landkreis Lippstadt |
| Suttrop                        | 51052      | 01.01.1975 | A > Rüthen und Warstein (grt) |

#### Sy
| Gemeinde | Nr.   | Datum      | Maßnahme; Kreiszugehörigkeit       |
| -------- | ----- | ---------- | ---------------------------------- |
| Syburg   | 44082 | 19.03.1858 | Landkreis, bis 1875 Kreis Dortmund |
| Syburg   | 73025 | 01.04.1887 | ÄK > Landkreis Hörde               |
| Syburg   | 73025 | 01.08.1929 | A > Dortmund                       |

### T
| Gemeinde            | Nr.   | Datum      | Maßnahme; Kreiszugehörigkeit |
| ------------------- | ----- | ---------- | --- |
| Talle               | 78065 | 21.01.1947 | B; Kreis Lemgo |
| Talle               | 78065 | 01.01.1969 | A > Kalletal |
| Tecklenburg         | 61020 | 19.03.1858 | Kreis, von 1953 bis 1969 Landkreis Tecklenburg |
| Tecklenburg         | 61020 | 01.04.1930 | TE < Lengerich |
| Tecklenburg         | 60040 | 01.01.1975 | E < Leeden; TE < Brochterbeck, Ledde, Lengerich und Saerbeck; ÄK > Kreis Steinfurt |
| Telgte              | 55022 | 19.03.1858 | Kreis, bis 1969 Landkreis Münster |
| Telgte              | 55022 | 01.04.1904 | TE < Kirchspiel Telgte |
| Telgte              | 55022 | 01.07.1968 | E < Kirchspiel Telgte |
| Telgte              | 63029 | 01.01.1975 | TE < Einen, Greven, Handorf, Ostbevern und Westbevern; TA > Everswinkel (aus Kirchspiel Telgte), Münster (aus Kirchspiel Telgte) und Warendorf (aus Kirchspiel Telgte); ÄK > Kreis Warendorf; |
| Telgte, Kirchspiel  |       |            | → Kirchspiel Telgte |
| Tengern             | 69041 | 19.03.1858 | Kreis, von 1953 bis 1969 Landkreis Lübbecke |
| Tengern             | 69041 | 1909       | TA > Huchzen |
| Tengern             | 69041 | 01.01.1973 | A > Hüllhorst |
| Theenhausen         | 46032 | 19.03.1858 | Landkreis, bis 1953 Kreis Halle (Westfalen) |
| Theenhausen         | 46032 | 01.01.1966 | TE < Rotingdorf |
| Theenhausen         | 46032 | 01.01.1973 | A > Borgholzhausen, Halle (Westfalen) und Werther (Westfalen) (grt) |
| Theesen             | 35032 | 19.03.1858 | Kreis, von 1878 bis 1969 Landkreis Bielefeld |
| Theesen             | 35032 | 01.10.1930 | TA > Bielefeld |
| Theesen             | 35032 | 01.01.1973 | A > Bielefeld |
| Theiningsen         | 59093 | 19.03.1858 | Landkreis, bis 1953 Kreis Soest |
| Theiningsen         | 59093 | 01.07.1969 | A > Möhnesee |
| Thöningsen          | 59094 | 19.03.1858 | Landkreis, bis 1953 Kreis Soest |
| Thöningsen          | 59094 | 01.07.1969 | A > Soest |
| Thüle               | 42044 | 19.03.1858 | Kreis, von 1953 bis 1969 Landkreis Büren |
| Thüle               | 42044 | 01.01.1975 | A > Salzkotten |
| Thülen              | 40056 | 19.03.1858 | Kreis, von 1953 bis 1969 Landkreis Brilon |
| Thülen              | 40056 | 01.01.1975 | A > Brilon |
| Tiefenbach          |       |            | → Dreis-Tiefenbach |
| Tietelsen           | 49072 | 19.03.1858 | Landkreis, bis 1953 und ab dem 01.10.1969 Kreis Höxter |
| Tietelsen           | 49072 | 01.01.1970 | A > Beverungen |
| Tintrup             | 77084 | 21.01.1947 | B; Landkreis, ab dem 01.10.1969 Kreis Detmold |
| Tintrup             | 77084 | 01.01.1970 | A > Blomberg |
| Titmaringhausen     | 40057 | 19.03.1858 | Landkreis, bis 1953 Kreis Brilon |
| Titmaringhausen     | 40057 | 01.07.1969 | A > Medebach |
| Todtenhausen        | 54062 | 19.03.1858 | Kreis, von 1953 bis 1969 Landkreis Minden |
| Todtenhausen        | 54062 | 01.01.1973 | A > Minden |
| Tonnenheide         | 69047 | 01.05.1858 | N < Wehe (t); Kreis, von 1953 bis 1969 Landkreis Lübbecke |
| Tonnenheide         | 69047 | 01.01.1966 | TA > Espelkamp |
| Tonnenheide         | 69047 | 01.01.1973 | A > Espelkamp und Rahden (grt) |
| Trophagen           | 77085 | 21.01.1947 | B; Landkreis, ab dem 01.10.1969 Kreis Detmold |
| Trophagen           | 77085 | 01.01.1970 | A > Lemgo |
| Trupbach            | 66106 | 19.03.1858 | Landkreis, bis 1923 Kreis Siegen |
| Trupbach            | 66106 | 01.07.1966 | A > Siegen |
| Tungerloh-Capellen  | 43027 | 19.03.1858 | Landkreis, bis 1953 Kreis Coesfeld |
| Tungerloh-Capellen  | 43027 | 01.07.1969 | A > Gescher |
| Tungerloh-Pröbsting | 43028 | 19.03.1858 | Landkreis, bis 1953 Kreis Coesfeld |
| Tungerloh-Pröbsting | 43028 | 01.07.1969 | A > Gescher |
| Twiehausen          | 69054 | 01.04.1936 | N < Destel (t); Kreis, von 1953 bis 1969 Landkreis Lübbecke |
| Twiehausen          | 69054 | 01.01.1973 | A > Espelkamp, Rahden und Stemwede (grt) |

### U
| Gemeinde                                      | Nr.   | Datum      | Maßnahme; Kreiszugehörigkeit |
| --------------------------------------------- | ----- | ---------- | --- |
| Ubbedissen                                    | 35033 | 19.03.1858 | Kreis, von 1878 bis 1969 Landkreis Bielefeld                                                                                    |
| Ubbedissen                                    | 35033 | 01.01.1973 | A > Bielefeld |
| Überwasser                                    | 55023 | 19.03.1858 | Landkreis Münster |
| Überwasser                                    | 55023 | 01.01.1875 | TA > Münster |
| Überwasser                                    | 55023 | 01.04.1903 | A > Münster (grt) und Sankt Mauritz                                                                                             |
| Udorf                                         | 40058 | 19.03.1858 | Kreis, von 1953 bis 1969 Landkreis Brilon                                                                                       |
| Udorf                                         | 40058 | 01.01.1975 | A > Marsberg |
| Ueckendorf                                    | 37065 | 19.03.1858 | Landkreis, bis 1876 Kreis Bochum                                                                                                |
| Ueckendorf                                    | 71018 | 01.07.1885 | ÄK > Landkreis, bis 1897 Kreis Gelsenkirchen                                                                                    |
| Ueckendorf                                    | 71018 | 01.04.1903 | A > Gelsenkirchen |
| Uelde                                         | 51053 | 19.03.1858 | Kreis, von 1953 bis 1969 Landkreis Lippstadt                                                                                    |
| Uelde                                         | 51053 | 01.01.1975 | A > Anröchte |
| Uelzen                                        | 47063 | 19.03.1858 | Landkreis, bis 1901 Kreis Hamm                                                                                                  |
| Uelzen                                        | 76063 | 17.10.1930 | NÄK > Landkreis, bis 1953 Kreis Unna                                                                                            |
| Uelzen                                        | 76063 | 01.01.1968 | A > Unna |
| UentropI                                      | 33049 | 19.03.1858 | Kreis, von 1953 bis 1969 Landkreis Arnsberg                                                                                     |
| UentropI                                      | 33049 | 01.01.1975 | A > Arnsberg |
| UentropII                                     | 47064 | 19.03.1858 | Landkreis, bis 1901 Kreis Hamm                                                                                                  |
| UentropII                                     | 76064 | 17.10.1930 | NÄK > Kreis, von 1953 bis 1969 Landkreis Unna                                                                                   |
| UentropII                                     | 76064 | 01.01.1968 | E < Frielinghausen, HaarenII, Norddinker, Schmehausen, Vöckinghausen und Werries; TE < Braam-Ostwennemar                        |
| UentropII                                     | 76064 | 01.07.1969 | TE < Eilmsen und Vellinghausen                                                                                                  |
| UentropII                                     | 76064 | 01.01.1975 | A > HammI |
| Uffeln                                        | 54063 | 15.07.1858 | N < Holtrup (t); Kreis, von 1953 bis 1969 Landkreis Minden                                                                      |
| Uffeln                                        | 54063 | 01.01.1973 | A > Vlotho |
| Ulenburg                                      | 48054 | 01.01.1929 | N < Gutsbezirk Beck und Gutsbezirk Ulenburg; Landkreis, bis 1911 Kreis Herford                                                  |
| Ulenburg                                      | 48054 | 01.10.1930 | TA > Obernbeck |
| Ulenburg                                      | 48054 | 01.01.1969 | A > Löhne |
| Ulenburg, Gutsbezirk                          |       |            | → Gutsbezirk Ulenburg |
| Ülzen                                         |       |            | → Uelzen |
| Ummeln                                        | 35034 | 19.03.1858 | Landkreis, bis 1878 Kreis Bielefeld                                                                                             |
| Ummeln                                        | 35034 | 01.01.1970 | A > Brackwede (grt) und Gütersloh                                                                                               |
| Unglinghausen                                 | 66107 | 19.03.1858 | Landkreis, bis 1923 Kreis Siegen                                                                                                |
| Unglinghausen                                 | 66107 | 01.01.1969 | A > Netphen |
| Unna                                          | 47065 | 19.03.1858 | Landkreis, bis 1901 Kreis Hamm                                                                                                  |
| Unna                                          | 76065 | 17.10.1930 | NÄK > Kreis, von 1953 bis 1969 Landkreis Unna                                                                                   |
| Unna                                          | 76065 | 01.01.1968 | E < Afferde, Billmerich, Hemmerde, Kessebüren, Lünern, Massen, Mühlhausen, SiddinghausenII, StockumIII, Uelzen und Westhemmerde |
| Unterlübbe                                    | 54064 | 19.03.1858 | Kreis, von 1953 bis 1969 Landkreis Minden                                                                                       |
| Unterlübbe                                    | 54064 | 01.01.1973 | A > Hille |
| Üntrop (im Kreis Arnsberg)                    |       |            | → UentropI |
| Üntrop (im Kreis Hamm, ab 1930 im Kreis Unna) |       |            | → UentropII |
| Üntrup                                        |       |            | → Lütke-Üntrup |
| Upsprunge                                     | 42045 | 19.03.1858 | Kreis, von 1953 bis 1969 Landkreis Büren                                                                                        |
| Upsprunge                                     | 42045 | 01.01.1975 | A > Salzkotten |

### V
| Gemeinde                   | Nr.   | Datum      | Maßnahme; Kreiszugehörigkeit                                                                         |
| -------------------------- | ----- | ---------- | --- |
| VahlhausenI bei Detmold    | 77086 | 21.01.1947 | B; Landkreis, ab dem 01.10.1969 Kreis Detmold                                                        |
| VahlhausenI bei Detmold    | 77086 | 01.01.1970 | A > Detmold                                                                                          |
| VahlhausenII bei Horn      | 77087 | 21.01.1947 | B; Landkreis, ab dem 01.10.1969 Kreis Detmold                                                        |
| VahlhausenII bei Horn      | 77087 | 01.01.1970 | A > Bad Meinberg-Horn                                                                                |
| Vahlsen                    |       |            | → Gorspen-Vahlsen                                                                                    |
| Valbert                    | 32016 | 19.03.1858 | Landkreis, bis 1953 Kreis Altena                                                                     |
| Valbert                    | 32016 | 01.01.1969 | A > Meinerzhagen                                                                                     |
| Valdorf                    | 48055 | 19.03.1858 | Landkreis, bis 1911 Kreis Herford                                                                    |
| Valdorf                    | 48055 | 01.12.1921 | TA > Exter                                                                                           |
| Valdorf                    | 48055 | 01.04.1956 | GA < > Vlotho                                                                                        |
| Valdorf                    | 48055 | 01.12.1961 | TA > Exter                                                                                           |
| Valdorf                    | 48055 | 01.01.1969 | A > Vlotho                                                                                           |
| Vardingholt                | 38036 | 19.03.1858 | Landkreis, bis 1953 Kreis Borken                                                                     |
| Vardingholt                | 38036 | 01.10.1959 | TA > Rhede                                                                                           |
| Vardingholt                | 38036 | 01.08.1968 | A > Rhede                                                                                            |
| Varenholz                  | 78066 | 21.01.1947 | B; Kreis Lemgo                                                                                       |
| Varenholz                  | 78066 | 01.07.1966 | TE < Forstbezirk Langenholzhausen                                                                    |
| Varenholz                  | 78066 | 01.01.1969 | A > Kalletal                                                                                         |
| Varensell                  | 64022 | 19.03.1858 | Landkreis, bis 1953 Kreis Wiedenbrück                                                                |
| Varensell                  | 64022 | 01.07.1965 | GA < > NeuenkirchenII                                                                                |
| Varensell                  | 64022 | 01.01.1970 | A > Gütersloh, Rietberg (grt) und Verl                                                               |
| Varl                       | 69042 | 19.03.1858 | Kreis, von 1953 bis 1969 Landkreis Lübbecke                                                          |
| Varl                       | 69042 | 01.01.1973 | A > Espelkamp, Rahden (grt) und Stemwede                                                             |
| Vehlage                    | 69043 | 19.03.1858 | Kreis, von 1953 bis 1969 Landkreis Lübbecke                                                          |
| Vehlage                    | 69043 | 01.01.1973 | A > Espelkamp (grt), Rahden und Stemwede                                                             |
| Veldrom                    | 77088 | 21.01.1947 | B; Landkreis, ab dem 01.10.1969 Kreis Detmold                                                        |
| Veldrom                    | 77088 | 01.01.1970 | A > Bad Meinberg-Horn                                                                                |
| Velen                      | 38037 | 19.03.1858 | Kreis, von 1953 bis 1969 Landkreis Borken                                                            |
| Velen                      | 38037 | 01.07.1969 | E < Nordvelen und Waldvelen                                                                          |
| Velen                      | 38037 | 01.01.1975 | E < Ramsdorf; TE < HeidenI                                                                           |
| Velen, Dorf                |       |            | → Velen                                                                                              |
| Velen, Kirchspiel          |       |            | → Nordvelen, Velen und Waldvelen                                                                     |
| Vellern                    | 34022 | 19.03.1858 | Landkreis, bis 1953 Kreis Beckum                                                                     |
| Vellern                    | 34022 | 01.07.1969 | A > BeckumII                                                                                         |
| Vellinghausen              | 59095 | 19.03.1858 | Landkreis, bis 1953 Kreis Soest                                                                      |
| Vellinghausen              | 59095 | 1920       | TA > Eilmsen                                                                                         |
| Vellinghausen              | 59095 | 01.07.1969 | A > UentropII und Welver (grt)                                                                       |
| Velmede                    | 70021 | 19.03.1858 | Kreis, von 1953 bis 1969 Landkreis Meschede                                                          |
| Velmede                    | 70021 | ca. 1865   | TA > Berlar, Gevelinghausen, Halbeswig, Heringhausen, Nuttlar, Ostwig und Ramsbeck                   |
| Velmede                    | 70021 | 01.04.1938 | E < Halbeswig                                                                                        |
| Velmede                    | 70021 | 01.01.1975 | A > Bestwig (grt) und Meschede                                                                       |
| Velsen                     | 63022 | 1864       | N < Altwarendorf (t); Landkreis, bis 1953 Kreis Warendorf                                            |
| Velsen                     | 63022 | 01.04.1938 | TA > Warendorf                                                                                       |
| Velsen                     | 63022 | 01.07.1969 | A > Warendorf                                                                                        |
| Veltheim                   | 54065 | 19.03.1858 | Kreis, von 1953 bis 1969 Landkreis Minden                                                            |
| Veltheim                   | 54065 | 01.01.1973 | A > Porta Westfalica                                                                                 |
| Veltrup                    | 60025 | 19.03.1858 | Kreis Steinfurt                                                                                      |
| Veltrup                    | 60025 | 01.04.1939 | A > Burgsteinfurt                                                                                    |
| Venne                      | 52021 | 19.03.1858 | Kreis, von 1953 bis 1969 Landkreis Lüdinghausen                                                      |
| Venne                      | 52021 | 01.01.1975 | A > Senden                                                                                           |
| Vennebeck                  | 54066 | 19.03.1858 | Kreis, von 1953 bis 1969 Landkreis Minden                                                            |
| Vennebeck                  | 54066 | 01.01.1973 | A > Porta Westfalica                                                                                 |
| Verl                       | 64023 | 19.03.1858 | Kreis, von 1953 bis 1969 Landkreis Wiedenbrück                                                       |
| Verl                       | 64023 | 01.01.1970 | E < Bornholte; TE < Österwiehe (auch Oesterwiehe), Schloß Holte, Sende und Varensell; TA > Gütersloh |
| Verl                       | 80011 | 01.01.1973 | ÄK > Kreis Gütersloh                                                                                 |
| Verlar                     | 42046 | 19.03.1858 | Kreis, von 1953 bis 1969 Landkreis Büren                                                             |
| Verlar                     | 42046 | 01.01.1975 | A > Salzkotten                                                                                       |
| Verne                      | 42047 | 19.03.1858 | Kreis, von 1953 bis 1969 Landkreis Büren                                                             |
| Verne                      | 42047 | 01.01.1975 | A > Salzkotten                                                                                       |
| Versmold                   | 46033 | 19.03.1858 | Kreis, von 1953 bis 1969 Landkreis Halle (Westfalen)                                                 |
| Versmold                   | 46033 | 01.04.1960 | GA < > Peckeloh                                                                                      |
| Versmold                   | 80012 | 01.01.1973 | E < Bockhorst, Hesselteich, Loxten, Oesterweg und Peckeloh; TE < Kölkebeck; ÄK > Kreis Gütersloh     |
| Villigst                   | 44083 | 19.03.1858 | Landkreis, bis 1875 Kreis Dortmund                                                                   |
| Villigst                   | 73026 | 01.04.1887 | ÄK > Landkreis, bis 1911 Kreis Hörde                                                                 |
| Villigst                   | 50038 | 01.08.1929 | ÄK > Kreis, bis 1969 Landkreis Iserlohn                                                              |
| Villigst                   | 50038 | 01.10.1930 | GA < > Hennen                                                                                        |
| Villigst                   | 50038 | 01.01.1975 | A > Schwerte                                                                                         |
| Vilsendorf                 | 35035 | 19.03.1858 | Kreis, von 1878 bis 1969 Landkreis Bielefeld                                                         |
| Vilsendorf                 | 35035 | 01.10.1930 | TE < Schildesche Bauerschaft                                                                         |
| Vilsendorf                 | 35035 | 01.01.1973 | A > Bielefeld                                                                                        |
| Vinsebeck                  | 49073 | 19.03.1858 | Landkreis, bis 1953 und ab dem 01.10.1969 Kreis Höxter                                               |
| Vinsebeck                  | 49073 | 01.01.1964 | TA > Vordereichholz                                                                                  |
| Vinsebeck                  | 49073 | 01.01.1970 | A > Steinheim                                                                                        |
| Visbeck                    | 33050 | 19.03.1858 | Kreis, von 1953 bis 1969 Landkreis Arnsberg                                                          |
| Visbeck                    | 33050 | 01.01.1975 | A > Meschede                                                                                         |
| Vlotho                     | 48056 | 19.03.1858 | Kreis, von 1911 bis 1969 Landkreis Herford                                                           |
| Vlotho                     | 48056 | 01.04.1956 | GA < > Valdorf                                                                                       |
| Vlotho                     | 48056 | 01.01.1969 | E < Exter und ëValdorf                                                                               |
| Vlotho                     | 48056 | 01.01.1973 | E < Uffeln                                                                                           |
| Vlotho                     | 48056 | 01.01.1976 | TA > Bad Oeynhausen                                                                                  |
| Vöckinghausen              | 47066 | 19.03.1858 | Landkreis, bis 1901 Kreis Hamm                                                                       |
| Vöckinghausen              | 76066 | 17.10.1930 | NÄK > Landkreis, bis 1953 Kreis Unna                                                                 |
| Vöckinghausen              | 76066 | 01.01.1968 | A > UentropII                                                                                        |
| Voerde                     | 45038 | 19.03.1858 | Landkreis, bis 1887 Kreis Hagen                                                                      |
| Voerde                     | 74015 | 01.04.1887 | ÄK > Kreis Schwelm                                                                                   |
| Voerde                     | 75030 | 01.08.1929 | ÄK > Ennepe-Ruhrkreis                                                                                |
| Voerde                     | 75030 | ca. 1946   | NÄK > Ennepe-Ruhr-Kreis                                                                              |
| Voerde                     | 75030 | 01.04.1949 | A > Ennepetal                                                                                        |
| Vohren                     | 63019 | 19.03.1858 | Landkreis, bis 1953 Kreis Warendorf                                                                  |
| Vohren                     | 63019 | 01.04.1931 | TA > Warendorf                                                                                       |
| Vohren                     | 63019 | 01.07.1969 | A > Warendorf                                                                                        |
| Volbringen                 | 59096 | 19.03.1858 | Landkreis, bis 1953 Kreis Soest                                                                      |
| Volbringen                 | 59096 | 01.07.1969 | A > Ense                                                                                             |
| Volkholz                   | 65047 | 19.03.1858 | Kreis, von 1953 bis 1969 Landkreis Wittgenstein                                                      |
| Volkholz                   | 65047 | ca. 1929   | TE < Gutsbezirk Sayn-Wittgenstein-Hohenstein                                                         |
| Volkholz                   | 65047 | 01.01.1975 | A > Laasphe                                                                                          |
| Volkringhausen             | 33051 | 19.03.1858 | Kreis, von 1953 bis 1969 Landkreis Arnsberg                                                          |
| Volkringhausen             | 33051 | 1931       | TE < Eisborn                                                                                         |
| Volkringhausen             | 33051 | 01.01.1975 | A > Balve                                                                                            |
| VöllinghausenI             | 51054 | 19.03.1858 | Kreis, von 1953 bis 1969 Landkreis Lippstadt                                                         |
| VöllinghausenI             | 51054 | 01.01.1975 | A > Erwitte                                                                                          |
| VöllinghausenII            | 59097 | 19.03.1858 | Landkreis, bis 1953 Kreis Soest                                                                      |
| VöllinghausenII            | 59097 | ?          | NÄ > VöllinghausenII (Möhnesee)                                                                      |
| VöllinghausenII (Möhnesee) | 59097 | ?          | NÄ < VöllinghausenII; Landkreis Soest                                                                |
| VöllinghausenII (Möhnesee) | 59097 | 01.07.1969 | A > Möhnesee                                                                                         |
| Volmarstein                | 45039 | 19.03.1858 | Landkreis, bis 1887 Kreis Hagen                                                                      |
| Volmarstein                | 45039 | 27.07.1894 | TA > Haspe                                                                                           |
| Volmarstein                | 45039 | 01.04.1925 | TE < Wengern                                                                                         |
| Volmarstein                | 75031 | 01.08.1929 | TA > HagenII; ÄK > Ennepe-Ruhrkreis                                                                  |
| Volmarstein                | 75031 | 19.01.1939 | E < Grundschöttel; TE < Wengern                                                                      |
| Volmarstein                | 75031 | ca. 1946   | NÄK > Ennepe-Ruhr-Kreis                                                                              |
| Volmarstein                | 75031 | 01.01.1970 | A > Wetter (Ruhr)                                                                                    |
| Volmerdingsen              | 54067 | 19.03.1858 | Kreis, von 1953 bis 1969 Landkreis Minden                                                            |
| Volmerdingsen              | 54067 | 01.01.1973 | A > Bad Oeynhausen                                                                                   |
| Volnsberg                  | 66108 | 19.03.1858 | Landkreis, bis 1923 Kreis Siegen                                                                     |
| Volnsberg                  | 66108 | 01.07.1966 | A > Siegen                                                                                           |
| Vörden                     | 49074 | 19.03.1858 | Landkreis, bis 1953 und ab dem 01.10.1969 Kreis Höxter                                               |
| Vörden                     | 49074 | 01.01.1970 | A > Marienmünster                                                                                    |
| Vordereichholz             | 49078 | 01.01.1964 | N < Bergheim (t), Steinheim (t) und Vinsebeck (t); Landkreis, ab dem 01.10.1969 Kreis Höxter         |
| Vordereichholz             | 49078 | 01.01.1970 | A > Steinheim (als Ortsteil Eichholz)                                                                |
| Vorhalle                   | 45040 | 19.03.1858 | Landkreis, bis 1887 Kreis Hagen                                                                      |
| Vorhalle                   | 45040 | 01.08.1929 | A > HagenII                                                                                          |
| Vorhelm                    | 34023 | 19.03.1858 | Kreis, von 1953 bis 1969 Landkreis Beckum                                                            |
| Vorhelm                    | 34023 | 01.01.1975 | A > Ahlen                                                                                            |
| Vormholz                   | 37066 | 19.03.1858 | Landkreis, bis 1876 Kreis Bochum                                                                     |
| Vormholz                   | 72024 | 01.07.1885 | ÄK > Kreis Hattingen                                                                                 |
| Vormholz                   | 72024 | 01.04.1926 | A > Herbede                                                                                          |
| Vormwald                   | 66109 | 19.03.1858 | Landkreis, bis 1923 Kreis Siegen                                                                     |
| Vormwald                   | 66109 | 01.01.1969 | A > Hilchenbach                                                                                      |
| Voßheide                   | 78067 | 21.01.1947 | B; Kreis Lemgo                                                                                       |
| Voßheide                   | 78067 | 01.01.1969 | A > Lemgo                                                                                            |
| Voßwinkel                  | 33052 | 19.03.1858 | Kreis, von 1953 bis 1969 Landkreis Arnsberg                                                          |
| Voßwinkel                  | 33052 | 01.01.1975 | A > Arnsberg                                                                                         |
| Vreden                     | 31023 | 19.03.1858 | Kreis, von 1953 bis 1969 Landkreis Ahaus                                                             |
| Vreden                     | 31023 | 01.04.1958 | GA < > Ammeloe                                                                                       |
| Vreden                     | 31023 | 01.07.1969 | E < Ammeloe                                                                                          |
| Vreden                     | 38054 | 01.01.1975 | ÄK > Kreis Borken                                                                                    |

### W

#### Wa
| Gemeinde                               | Nr.   | Datum      | Maßnahme; Kreiszugehörigkeit |
| -------------------------------------- | ----- | ---------- | --- |
| Waddenhausen                           | 77089 | 21.01.1947 | B; Landkreis, ab dem 01.10.1969 Kreis Detmold |
| Waddenhausen                           | 77089 | 01.01.1970 | A > Lage |
| Wadersloh                              | 34024 | 19.03.1858 | Kreis, von 1953 bis 1969 Landkreis Beckum |
| Wadersloh                              | 34024 | 01.04.1898 | TA > Benteler |
| Wadersloh                              | 63030 | 01.01.1975 | E < Diestedde; TE < Liesborn (grt) und Oelde (aus Sünninghausen); ÄK > Kreis Warendorf |
| Wahlbach                               | 66110 | 19.03.1858 | Landkreis, bis 1923 Kreis Siegen |
| Wahlbach                               | 66110 | 01.01.1969 | A > Burbach |
| Wahmbeck                               | 78068 | 21.01.1947 | B; Kreis Lemgo |
| Wahmbeck                               | 78068 | 01.01.1969 | A > Lemgo |
| Währentrup                             | 78069 | 21.01.1947 | B; Kreis Lemgo |
| Währentrup                             | 78069 | 01.04.1957 | A > Helpup |
| Waldbauer                              | 45041 | 19.03.1858 | Landkreis, bis 1887 Kreis Hagen |
| Waldbauer                              | 45041 | 01.04.1901 | TA > HagenII |
| Waldbauer                              | 75032 | 01.08.1929 | ÄK > Ennepe-Ruhrkreis |
| Waldbauer                              | 75032 | ca. 1946   | NÄK > Ennepe-Ruhr-Kreis |
| Waldbauer                              | 75032 | 01.01.1970 | A > Breckerfeld und HagenII (grt) |
| Waldbauer                              | 75040 | 18.12.1970 | N < HagenII (t) |
| Waldbauer                              | 75040 | 01.01.1975 | A > Breckerfeld (grt) und HagenII |
| Waldhausen                             | 33053 | 19.03.1858 | Kreis, von 1953 bis 1969 Landkreis Arnsberg |
| Waldhausen                             | 33053 | 01.01.1975 | A > Warstein |
| Waldvelen                              | 38038 | 19.03.1858 | Landkreis, bis 1953 Kreis Borken |
| Waldvelen                              | 38038 | 01.07.1969 | A > Velen |
| Wallenbrück                            | 48057 | 19.03.1858 | Landkreis, bis 1911 Kreis Herford |
| Wallenbrück                            | 48057 | 01.01.1969 | A > Spenge |
| Walpersdorf                            | 66111 | 19.03.1858 | Landkreis, bis 1923 Kreis Siegen |
| Walpersdorf                            | 66111 | 01.01.1969 | A > Netphen |
| Walstedde                              | 52022 | 19.03.1858 | Landkreis, bis 1953 Kreis Lüdinghausen |
| Walstedde                              | 52022 | 01.07.1969 | A > Drensteinfurt |
| Waltringen                             | 59098 | 19.03.1858 | Landkreis, bis 1953 Kreis Soest |
| Waltringen                             | 59098 | ca. 1900   | TE < Blumenthal |
| Waltringen                             | 59098 | 01.07.1969 | A > Ense |
| Waltringhausen                         | 51055 | 19.03.1858 | Kreis, von 1953 bis 1969 Landkreis Lippstadt |
| Waltringhausen                         | 51055 | 01.01.1975 | A > Anröchte |
| Waltrop                                | 58027 | 19.03.1858 | Kreis, von 1901 bis 1969 Landkreis Recklinghausen |
| Wambel                                 | 44084 | 19.03.1858 | Landkreis, bis 1875 Kreis Dortmund |
| Wambel                                 | 44084 | 01.04.1899 | TA > Hörde |
| Wambel                                 | 44084 | 01.04.1918 | A > Dortmund |
| Wambeln                                | 47067 | 19.03.1858 | Landkreis, bis 1901 Kreis Hamm |
| Wambeln                                | 76067 | 17.10.1930 | NÄK > Landkreis, bis 1953 Kreis Unna |
| Wambeln                                | 76067 | 01.01.1968 | A > Rhynern |
| Wamel                                  | 59099 | 19.03.1858 | Landkreis, bis 1953 Kreis Soest |
| Wamel                                  | 59099 | ?          | NÄ > Wamel (Möhnesee) |
| Wamel (Möhnesee)                       | 59099 | ?          | NÄ < Wamel; Landkreis Soest |
| Wamel (Möhnesee)                       | 59099 | 01.07.1969 | A > Möhnesee |
| Wandhofen                              | 44085 | 19.03.1858 | Landkreis, bis 1875 Kreis Dortmund |
| Wandhofen                              | 73027 | 01.04.1887 | ÄK > Landkreis, bis 1911 Kreis Hörde |
| Wandhofen                              | 50039 | 01.08.1929 | ÄK > Kreis, bis 1969 Landkreis Iserlohn |
| Wandhofen                              | 50039 | 01.01.1975 | A > Schwerte |
| Wanne                                  | 71021 | 13.08.1897 | NÄ < Bickern; Landkreis, bis 1897 Kreis Gelsenkirchen |
| Wanne                                  | 71021 | 28.10.1906 | E < Crange |
| Wanne                                  | 71021 | 01.04.1926 | A > Gelsenkirchen, Herne und Wanne-Eickel (grt) |
| Wanne-Eickel                           | 22000 | 01.04.1926 | N < Eickel (t), Günnigfeld (t), Herne (t), Hordel (t), Röhlinghausen (t) und Wanne (t); Stadtkreis, ab 1953 kreisfreie Stadt Wanne-Eickel                                                          |
| Wanne-Eickel                           | 22000 | 01.01.1975 | A > Herne |
| Warburg                                | 62045 | 19.03.1858 | Kreis, von 1953 bis 1969 Landkreis Warburg |
| Warburg                                | 49081 | 01.01.1975 | E < Bonenburg, Calenberg, DalheimII, Daseburg, Dössel, Germete, Herlinghausen, Hohenwepel, Menne, Nörde, Ossendorf, Rimbeck, Scherfede, Welda und Wormeln; ÄK > Kreis Höxter                       |
| Warendorf                              | 63020 | 19.03.1858 | Kreis, von 1953 bis 1969 Landkreis Warendorf |
| Warendorf                              | 63020 | 01.04.1931 | TE < Vohren |
| Warendorf                              | 63020 | 01.04.1938 | TE < Gröblingen und Velsen |
| Warendorf                              | 63020 | 01.10.1945 | E < Neuwarendorf |
| Warendorf                              | 63020 | 01.07.1969 | E < Velsen und Vohren; TE < Dackmar und Gröblingen; GA < > Sassenberg |
| Warendorf                              | 63020 | 01.01.1975 | E < Freckenhorst; TE < Einen, Everswinkel, Milte und Telgte (aus dem Kirchspiel Telgte) |
| Warmen                                 | 47068 | 19.03.1858 | Landkreis, bis 1901 Kreis Hamm |
| Warmen                                 | 76068 | 17.10.1930 | NÄK > Landkreis, bis 1953 Kreis Unna |
| Warmen                                 | 76068 | 01.01.1968 | A > Fröndenberg |
| Warstein                               | 33054 | 19.03.1858 | Kreis, von 1953 bis 1969 Landkreis Arnsberg |
| Warstein                               | 59120 | 01.01.1975 | E < Allagen, Belecke, Hirschberg, Mülheim, Sichtigvor und Waldhausen; TE < Drewer und Suttrop; ÄK > Kreis Soest                                                                                    |
| Wasserkurl (zunächst auch Wassercourl) | 47069 | 19.03.1858 | Landkreis, bis 1901 Kreis Hamm |
| Wasserkurl (zunächst auch Wassercourl) | 76069 | 17.10.1930 | NÄK > Landkreis, bis 1953 Kreis Unna |
| Wasserkurl (zunächst auch Wassercourl) | 76069 | 01.01.1967 | A > Methler |
| Wasserstraße                           | 54078 | 01.01.1963 | N < Schlüsselburg (t); Kreis, bis 1969 Landkreis Minden |
| Wasserstraße                           | 54078 | 01.01.1973 | A > Petershagen |
| Wattenscheid                           | 37067 | 19.03.1858 | Landkreis, bis 1876 Kreis Bochum |
| Wattenscheid                           | 71019 | 01.07.1885 | ÄK > Landkreis, bis 1997 Kreis Gelsenkirchen |
| Wattenscheid                           | 23000 | 01.04.1926 | E < Munscheid; TE < Bochum, Eppendorf, Gelsenkirchen, Günnigfeld, Höntrop, Königssteele, Leithe (Westfalen), Sevinghausen und WestenfeldII; ÄK > Stadtkreis, ab 1953 kreisfreie Stadt Wattenscheid |
| Wattenscheid                           | 23000 | 01.08.1929 | TE < Gelsenkirchen-Buer |
| Wattenscheid                           | 23000 | 01.01.1975 | A > Bochum |

#### We
| Gemeinde                  | Nr.   | Datum      | Maßnahme; Kreiszugehörigkeit |
| ------------------------- | ----- | ---------- | --- |
| Weckinghausen             | 51056 | 19.03.1858 | Kreis, von 1953 bis 1969 Landkreis Lippstadt |
| Weckinghausen             | 51056 | 01.01.1975 | A > Erwitte |
| Weddinghofen              | 47070 | 19.03.1858 | Landkreis, bis 1901 Kreis Hamm |
| Weddinghofen              | 76070 | 17.10.1930 | NÄK > Landkreis, bis 1953 Kreis Unna |
| Weddinghofen              | 76070 | 01.01.1966 | A > Bergkamen |
| Weetfeld                  | 47071 | 19.03.1858 | Landkreis, bis 1901 Kreis Hamm |
| Weetfeld                  | 76071 | 17.10.1930 | NÄK > Landkreis, bis 1953 Kreis Unna |
| Weetfeld                  | 76071 | 01.01.1968 | A > Pelkum |
| Wehdem                    | 69044 | 19.03.1858 | Kreis, von 1953 bis 1969 Landkreis Lübbecke |
| Wehdem                    | 69044 | 01.01.1973 | A > Stemwede |
| Wehe                      | 69045 | 19.03.1858 | Kreis, von 1953 bis 1969 Landkreis Lübbecke |
| Wehe                      | 69045 | 01.05.1858 | TA > Tonnenheide |
| Wehe                      | 69045 | 01.01.1973 | A > Rahden |
| Wehrden                   | 49075 | 19.03.1858 | Landkreis, bis 1953 und ab dem 01.10.1969 Kreis Höxter |
| Wehrden                   | 49075 | 01.01.1970 | A > Beverungen |
| Wehren                    | 77090 | 21.01.1947 | B; Landkreis, ab dem 01.10.1969 Kreis Detmold |
| Wehren                    | 77090 | 01.01.1970 | A > Bad Meinberg-Horn |
| Wehrendorf                |       |            | → Valdorf |
| Wehringhausen             | 45042 | 19.03.1858 | Kreis Hagen |
| Wehringhausen             | 45042 | 01.01.1876 | A > HagenII |
| Weiberg                   | 42048 | 19.03.1858 | Kreis, von 1953 bis 1969 Landkreis Büren |
| Weiberg                   | 42048 | 01.01.1975 | A > BürenI |
| Weickede                  | 51057 | 19.03.1858 | Kreis, von 1953 bis 1969 Landkreis Lippstadt |
| Weickede                  | 51057 | 01.01.1975 | A > Rüthen |
| Weide                     | 65048 | 19.03.1858 | Kreis, von 1953 bis 1969 Landkreis Wittgenstein |
| Weide                     | 65048 | 01.01.1975 | A > Laasphe |
| Weiden                    |       |            | → Fellinghausen |
| Weidenau                  | 66112 | 19.03.1858 | Landkreis, bis 1923 Kreis Siegen |
| Weidenau                  | 66112 | 01.04.1937 | TE < Buschgotthardshütten |
| Weidenau                  | 66112 | 01.07.1966 | A > Hüttental |
| Weidenhausen              | 65049 | 19.03.1858 | Kreis, von 1953 bis 1969 Landkreis Wittgenstein |
| Weidenhausen              | 65049 | 01.01.1975 | A > Bad Berleburg |
| Weine                     | 42049 | 19.03.1858 | Kreis, von 1953 bis 1969 Landkreis Büren |
| Weine                     | 42049 | 01.01.1975 | A > BürenI |
| Weitmar                   | 37068 | 19.03.1858 | Landkreis, bis 1876 Kreis Bochum |
| Weitmar                   | 37068 | 01.04.1926 | A > Bochum |
| Welbergen                 | 60026 | 19.03.1858 | Landkreis, bis 1953 Kreis Steinfurt |
| Welbergen                 | 60026 | 01.07.1969 | A > Ochtrup |
| Welda                     | 62046 | 19.03.1858 | Kreis, von 1953 bis 1969 Landkreis Warburg |
| Welda                     | 62046 | 01.01.1975 | A > Warburg |
| WellentrupI               | 77091 | 21.01.1947 | B; Landkreis, ab dem 01.10.1969 Kreis Detmold |
| WellentrupI               | 77091 | 01.01.1970 | A > Blomberg |
| WellentrupII              | 78070 | 21.01.1947 | B; Kreis Lemgo |
| WellentrupII              | 78070 | 01.04.1957 | TA > Helpup |
| WellentrupII              | 78070 | 11.11.1963 | NÄ > Kachtenhausen |
| Wellinghofen              | 44086 | 19.03.1858 | Landkreis, bis 1875 Kreis Dortmund |
| Wellinghofen              | 73029 | 01.04.1887 | ÄK > Landkreis Hörde |
| Wellinghofen              | 73029 | 01.05.1922 | E < Hacheney, Lücklemberg, Niederhofen und Wichlinghofen |
| Wellinghofen              | 73029 | 01.08.1929 | A > Dortmund |
| Welper                    | 37075 | 1867       | N < HolthausenI (t); Landkreis, bis 1876 Kreis Bochum |
| Welper                    | 72025 | 01.07.1885 | ÄK > Kreis Hattingen |
| Welper                    | 75033 | 01.08.1929 | ÄK > Ennepe-Ruhrkreis |
| Welper                    | 75033 | 01.04.1939 | TA > Hattingen |
| Welper                    | 75033 | ca. 1946   | NÄK > Ennepe-Ruhr-Kreis |
| Welper                    | 75033 | 01.10.1959 | TA > Blankenstein |
| Welper                    | 75033 | 01.04.1966 | A > Blankenstein |
| Welstorf                  | 78071 | 21.01.1947 | B; Kreis Lemgo |
| Welstorf                  | 78071 | 01.01.1969 | A > Bad Salzuflen und Lemgo (grt) |
| Welver                    | 59110 | 01.04.1957 | N < Kirchwelver und Meyerich; Kreis, von 1953 bis 1969 Landkreis Soest |
| Welver                    | 59110 | 01.07.1969 | E < Berwicke, Blumroth, Borgeln, Dinker, Dorfwelver, Ehningsen, Einecke, Eineckerholsen, Flerke, Illingen, Klotingen, Merklingsen, Nateln, Recklingsen, Schwefe und Stocklarn; TE < Balksen, Eilmsen, Hattrop, Meckingsen, Scheidingen und Vellinghausen |
| Welver (= Dorfwelver)     |       |            | → Dorfwelver |
| Welver (= Kirchwelver)    |       |            | → Kirchwelver |
| Wemlighausen              | 65050 | 19.03.1858 | Kreis, von 1953 bis 1969 Landkreis Wittgenstein |
| Wemlighausen              | 65050 | 01.01.1965 | TE < Gutsbezirk Sayn-Wittgenstein-Berleburg |
| Wemlighausen              | 65050 | 01.01.1975 | A > Bad Berleburg |
| Wenden                    | 68021 | 19.03.1858 | Kreis, von 1953 bis 1969 Landkreis Olpe |
| Wenden                    | 68021 | 01.07.1969 | E < Römershagen |
| Wendlinghausen            | 78072 | 21.01.1947 | B; Kreis Lemgo |
| Wendlinghausen            | 78072 | 31.12.1962 | TA > Bega |
| Wendlinghausen            | 78072 | 01.01.1969 | A > Dörentrup (grt) und Lemgo |
| Wengern                   | 45043 | 19.03.1858 | Landkreis, bis 1887 Kreis Hagen |
| Wengern                   | 45043 | 01.04.1925 | TA > Volmarstein |
| Wengern                   | 75034 | 01.08.1929 | ÄK > Ennepe-Ruhrkreis |
| Wengern                   | 75034 | 19.01.1939 | TA > Volmarstein |
| Wengern                   | 75034 | ca. 1946   | NÄK > Ennepe-Ruhr-Kreis |
| Wengern                   | 75034 | 01.01.1966 | TE < Herbede |
| Wengern                   | 75034 | 01.01.1970 | A > Wetter (Ruhr) (grt) und Witten |
| Wenholthausen             | 70022 | 19.03.1858 | Landkreis, bis 1953 Kreis Meschede |
| Wenholthausen             | 70022 | ?          | NÄ > Wenholthausen (Sauerland) |
| Wenholthausen (Sauerland) | 70022 | ?          | NÄ < Wenholthausen; Kreis, bis 1969 Landkreis Meschede |
| Wenholthausen (Sauerland) | 70022 | 01.01.1975 | A > Eslohe (Sauerland) |
| Wenigern                  |       |            | → Niederwenigern |
| Wennigloh                 | 33055 | 19.03.1858 | Kreis, von 1953 bis 1969 Landkreis Arnsberg |
| Wennigloh                 | 33055 | 01.01.1975 | A > Arnsberg (grt) und SundernI (Sauerland) |
| Werdohl                   | 32017 | 19.03.1858 | Landkreis, bis 1953 Kreis Altena |
| Werdohl                   | 32017 | 16.10.1888 | TA > Neuenrade |
| Werdohl                   | 32017 | 01.04.1891 | TA > Küntrop |
| Werdohl                   | 32017 | 01.04.1936 | TA > Nachrodt-Wiblingwerde |
| Werdohl                   | 32017 | 01.04.1938 | TA > Lüdenscheid-Land und Neuenrade |
| Werdohl                   | 32017 | 01.01.1963 | GA < > Neuenrade |
| Werdohl                   | 79011 | 01.01.1969 | TE < Lüdenscheid-Land; ÄK > Kreis, bis zum 30.09.1969 Landkreis Lüdenscheid |
| Werdohl                   | 84015 | 01.01.1975 | ÄK > Märkischer Kreis |
| Werfen                    | 48058 | 19.03.1858 | Landkreis, bis 1911 Kreis Herford |
| Werfen                    | 48058 | 01.01.1969 | A > Bünde |
| Werl                      | 59100 | 19.03.1858 | Kreis, von 1953 bis 1969 Landkreis Soest |
| Werl                      | 59100 | 01.07.1969 | E < Blumenthal, Budberg, Holtum, Mawicke, Niederbergstraße, Oberbergstraße, Sönnern und Westönnen; TE < Büderich (Westfalen) und Scheidingen |
| Werl                      | 59100 | 01.01.1975 | TE < Rhynern (Hilbeck) |
| Werl-Aspe                 | 78073 | 21.01.1947 | B; Kreis Lemgo |
| Werl-Aspe                 | 78073 | 01.04.1957 | GA < > Schötmar |
| Werl-Aspe                 | 78073 | 01.01.1969 | A > Bad Salzuflen |
| WerneI                    | 37069 | 19.03.1858 | Landkreis, bis 1876 Kreis Bochum |
| WerneI                    | 37069 | 01.08.1929 | A > Bochum |
| WerneII                   | 52024 | 19.03.1858 | Kreis, von 1953 bis 1969 Landkreis Lüdinghausen |
| WerneII                   | 52024 | 01.11.1922 | E < Werne-Land |
| WerneII                   | 52024 | ?          | NÄ > Werne an der Lippe |
| WerneII                   | 76083 | 19.03.1976 | NÄ < Werne an der Lippe; Kreis Unna |
| Werne an der Lippe        | 52024 | ?          | NÄ < WerneII; Kreis Lüdinghausen |
| Werne an der Lippe        | 76083 | 01.01.1975 | E < StockumIV; ÄK > Kreis Unna |
| Werne an der Lippe        | 76083 | 19.03.1976 | NÄ > WerneII |
| Werne-Land                | 52023 | 19.03.1858 | Landkreis Lüdinghausen |
| Werne-Land                | 52023 | 01.11.1922 | A > WerneII |
| Werries                   | 47072 | 19.03.1858 | Landkreis, bis 1901 Kreis Hamm |
| Werries                   | 76072 | 17.10.1930 | NÄK > Landkreis, bis 1953 Kreis Unna |
| Werries                   | 76072 | 01.04.1939 | GA < > HammI |
| Werries                   | 76072 | 01.01.1968 | A > UentropII |
| Wersen                    | 61021 | 19.03.1858 | Kreis, von 1953 bis 1969 Landkreis Tecklenburg |
| Wersen                    | 61021 | 01.01.1975 | A > Lotte |
| Werste                    | 54068 | 19.03.1858 | Kreis, von 1953 bis 1969 Landkreis Minden |
| Werste                    | 54068 | 01.01.1973 | A > Bad Oeynhausen |
| Werth                     | 38039 | 19.03.1858 | Kreis, von 1953 bis 1969 Landkreis Borken |
| Werth                     | 38039 | 01.01.1975 | A > Isselburg |
| Werthenbach               | 66113 | 19.03.1858 | Landkreis, bis 1923 Kreis Siegen |
| Werthenbach               | 66113 | 01.01.1969 | A > Netphen |
| Werther (Westfalen)       | 46034 | 19.03.1858 | Kreis, von 1953 bis 1969 Landkreis Halle (Westfalen) |
| Werther (Westfalen)       | 46034 | 31.12.1962 | TE < Rotenhagen und SchröttinghausenI |
| Werther (Westfalen)       | 80013 | 01.01.1973 | E < Rotenhagen und Rotingdorf; TE < Borgholzhausen (aus Barnhausen), Häger, Halle (Westfalen), Isingdorf, SchröttinghausenI und Theenhausen; ÄK > Kreis Gütersloh                                                                                        |
| Werther (Westfalen)       | 80013 | 01.07.1982 | TE < Bielefeld |
| Werve                     | 47073 | 19.03.1858 | Landkreis, bis 1901 Kreis Hamm |
| Werve                     | 47073 | 01.04.1910 | A > Heeren-Werve |
| Weseke                    | 38040 | 19.03.1858 | Landkreis, bis 1953 Kreis Borken |
| Weseke                    | 38040 | 01.07.1969 | A > Borken |
| Weslarn                   | 59101 | 19.03.1858 | Landkreis, bis 1953 Kreis Soest |
| Weslarn                   | 59101 | 01.07.1969 | A > Bad Sassendorf |
| Wessendorf                | 31024 | 19.03.1858 | Landkreis, bis 1953 Kreis Ahaus |
| Wessendorf                | 31024 | 01.04.1910 | TA > Stadtlohn |
| Wessendorf                | 31024 | 01.06.1930 | TA > Stadtlohn |
| Wessendorf                | 31024 | 01.01.1936 | TA > Hundewick |
| Wessendorf                | 31024 | 01.08.1964 | A > Kirchspiel Stadtlohn |
| Wessum                    | 31025 | 01.04.1936 | N < Dorf Wessum und Kirchspiel Wessum; Kreis, von 1953 bis 1969 Landkreis Ahaus |
| Wessum                    | 31025 | 01.04.1938 | TE < Wüllen |
| Wessum                    | 31025 | 01.01.1975 | A > Ahaus |
| Wessum, Dorf              |       |            | → Dorf Wessum |
| Wessum, Kirchspiel        |       |            | → Kirchspiel Wessum |
| Westardey                 |       |            | → Ardey |
| Westbarthausen            | 46035 | 19.03.1858 | Landkreis, bis 1953 Kreis Halle (Westfalen) |
| Westbarthausen            | 46035 | 01.07.1969 | A > Borgholzhausen |
| Westbevern                | 55024 | 19.03.1858 | Landkreis, ab 1969 Kreis Münster |
| Westbevern                | 55024 | 01.01.1975 | A > Münster, Ostbevern und Telgte (grt) |
| Westbüderich              | 59102 | 19.03.1858 | Landkreis, bis 1953 Kreis Soest |
| Westbüderich              | 59102 | 01.01.1964 | A > Büderich (Westfalen) |
| Westenborken              | 38041 | 19.03.1858 | Landkreis, bis 1953 Kreis Borken |
| Westenborken              | 38041 | 01.07.1969 | A > Borken |
| Westendorf                |       |            | → Allagen |
| WestenfeldI               | 33056 | 19.03.1858 | Kreis, von 1953 bis 1969 Landkreis Arnsberg |
| WestenfeldI               | 33056 | 01.01.1975 | A > SundernI (Sauerland) |
| WestenfeldII              | 37070 | 19.03.1858 | Landkreis, bis 1876 Kreis Bochum |
| WestenfeldII              | 71020 | 01.07.1885 | ÄK > Landkreis, bis 1897 Kreis Gelsenkirchen |
| WestenfeldII              | 71020 | 01.04.1926 | A > Bochum und Wattenscheid (grt) |
| Westenholz                | 56022 | 19.03.1858 | Kreis, von 1953 bis 1969 Landkreis Paderborn |
| Westenholz                | 56022 | 1915       | TA > Mastholte |
| Westenholz                | 56022 | 01.01.1962 | TA > Moese |
| Westenholz                | 56022 | 01.01.1975 | A > Delbrück (grt) und Rietberg |
| Westerbauer               | 45044 | 19.03.1858 | Landkreis, bis 1887 Kreis Hagen |
| Westerbauer               | 45044 | 01.04.1898 | A > Haspe |
| Westerbönen               | 47074 | 19.03.1858 | Landkreis, bis 1901 Kreis Hamm |
| Westerbönen               | 76073 | 17.10.1930 | NÄK > Landkreis, bis 1953 Kreis Unna |
| Westerbönen               | 76073 | 01.01.1968 | A > Bönen |
| Westereiden               | 51058 | 19.03.1858 | Kreis, von 1953 bis 1969 Landkreis Lippstadt |
| Westereiden               | 51058 | 01.01.1975 | A > Rüthen |
| Westerenger               | 48059 | 19.03.1858 | Landkreis, bis 1911 Kreis Herford |
| Westerenger               | 48059 | 01.01.1969 | A > Enger |
| Westerfilde               | 44087 | 19.03.1858 | Landkreis, bis 1875 Kreis Dortmund |
| Westerfilde               | 44087 | 01.04.1926 | TE < Frohlinde |
| Westerfilde               | 44087 | 01.04.1928 | A > Dortmund |
| Westerholt                | 58028 | 19.03.1858 | Kreis, von 1901 bis 1969 Landkreis Recklinghausen |
| Westerholt                | 58028 | 01.04.1926 | TE < Recklinghausen-Land |
| Westerholt                | 58028 | 01.01.1975 | A > Herten |
| Westerkappeln             | 61023 | 19.03.1858 | Kreis, von 1953 bis 1969 Landkreis Tecklenburg |
| Westerkappeln             | 61023 | 01.10.1939 | E < Westerkappeln-Land |
| Westerkappeln             | 60041 | 01.01.1975 | TA > Lotte und Mettingen; ÄK > Kreis Steinfurt |
| Westerkappeln-Land        | 61022 | 19.03.1858 | Kreis, ab 1953 Landkreis Tecklenburg |
| Westerkappeln-Land        | 61022 | 01.10.1939 | A > Westerkappeln |
| Westerloh                 | 56023 | 19.03.1858 | Kreis, von 1953 bis 1969 Landkreis Paderborn |
| Westerloh                 | 56023 | 01.01.1975 | A > Delbrück |
| Westernkotten             | 51059 | 19.03.1858 | Landkreis, bis 1953 Kreis Lippstadt |
| Westernkotten             | 51059 | 1958       | NÄ > Bad Westernkotten |
| Westerwiehe               | 64024 | 19.03.1858 | Landkreis, bis 1953 Kreis Wiedenbrück |
| Westerwiehe               | 64024 | 01.01.1970 | A > Rietberg |
| Westfälisch Leithe        |       |            | → Leithe (Westfalen) |
| Westfälisch Valbert       |       |            | → Valbert |
| Westheim                  | 42050 | 19.03.1858 | Kreis, von 1953 bis 1969 Landkreis Büren |
| Westheim                  | 42050 | 01.01.1975 | A > Marsberg |
| Westhemmerde              | 47075 | 19.03.1858 | Landkreis, bis 1901 Kreis Hamm |
| Westhemmerde              | 76074 | 17.10.1930 | NÄK > Landkreis, bis 1953 Kreis Unna |
| Westhemmerde              | 76074 | 01.01.1968 | A > Unna |
| Westherbede               | 37071 | 19.03.1858 | Landkreis, bis 1876 Kreis Bochum |
| Westherbede               | 72026 | 01.07.1885 | ÄK > Kreis Hattingen |
| Westherbede               | 72026 | 01.04.1926 | A > Herbede |
| Westhofen                 | 44088 | 19.03.1858 | Landkreis, bis 1875 Kreis Dortmund |
| Westhofen                 | 73030 | 01.04.1887 | ÄK > Landkreis, bis 1911 Kreis Hörde |
| Westhofen                 | 50040 | 01.08.1929 | ÄK > Landkreis, ab 1969 Kreis Iserlohn |
| Westhofen                 | 50040 | 01.01.1975 | A > Dortmund und Schwerte (grt) |
| Westhofen (bei Rauxel)    |       |            | → Rauxel |
| Westhofen (bei Schwerte)  |       |            | → Westhofen |
| WestickI bei Fröndenberg  | 47076 | 19.03.1858 | Landkreis, bis 1901 Kreis Hamm |
| WestickI bei Fröndenberg  | 47076 | 01.04.1902 | A > Fröndenberg |
| WestickII                 | 47077 | 01.04.1902 | NÄ < WestickII bei Kamen; Landkreis Hamm |
| WestickII                 | 76075 | 17.10.1930 | NÄK > Landkreis, bis 1953 Kreis Unna |
| WestickII                 | 76075 | 01.01.1967 | A > Methler |
| WestickII bei Kamen       | 47077 | 19.03.1858 | Landkreis, bis 1901 Kreis Hamm |
| WestickII bei Kamen       | 47077 | 01.04.1902 | NÄ > WestickII |
| Westig                    | 50029 | 19.03.1858 | Landkreis, bis 1907 Kreis Iserlohn |
| Westig                    | 50029 | 01.08.1929 | A > Hemer |
| Westkilver                | 48060 | 19.03.1858 | Landkreis, bis 1911 Kreis Herford |
| Westkilver                | 48060 | 01.04.1938 | TE < Rödinghausen |
| Westkilver                | 48060 | 01.01.1969 | A > Rödinghausen (als Ortsteil Bruchmühlen) |
| Westkirchen               | 63021 | 19.03.1858 | Kreis, von 1953 bis 1969 Landkreis Warendorf |
| Westkirchen               | 63021 | 01.01.1975 | A > Ennigerloh |
| Westönnen                 | 59103 | 19.03.1858 | Landkreis, bis 1953 Kreis Soest |
| Westönnen                 | 59103 | 01.07.1969 | A > Werl |
| Westorf                   | 78074 | 21.01.1947 | B; Kreis Lemgo |
| Westorf                   | 78074 | 01.01.1969 | A > Kalletal |
| WestrichI                 | 44089 | 19.03.1858 | Landkreis, bis 1875 Kreis Dortmund |
| WestrichI                 | 44089 | 01.04.1909 | A > BövinghausenII bei Lütgendortmund |
| WestrichII                | 59104 | 19.03.1858 | Landkreis, bis 1953 Kreis Soest |
| WestrichII                | 59104 | 01.07.1969 | A > Möhnesee |
| Westrup                   | 69046 | 19.03.1858 | Kreis, von 1953 bis 1969 Landkreis Lübbecke |
| Westrup                   | 69046 | 1921       | TA > SundernIII |
| Westrup                   | 69046 | 01.01.1973 | A > Stemwede |
| Westtünnen                | 47078 | 19.03.1858 | Landkreis, bis 1901 Kreis Hamm |
| Westtünnen                | 76076 | 17.10.1930 | NÄK > Landkreis, bis 1953 Kreis Unna |
| Westtünnen                | 76076 | 01.04.1939 | TE < HammI und Mark |
| Westtünnen                | 76076 | 01.01.1968 | A > HammI (grt) und Rhynern |
| Wetter (Ruhr)             | 45045 | 19.03.1858 | Landkreis, bis 1887 Kreis Hagen |
| Wetter (Ruhr)             | 75035 | 01.08.1929 | ÄK > Ennepe-Ruhrkreis |
| Wetter (Ruhr)             | 75035 | ca. 1946   | NÄK > Ennepe-Ruhr-Kreis |
| Wetter (Ruhr)             | 75035 | 01.01.1970 | E < Esborn und Volmarstein; TE < BergeII, Silschede und Wengern |
| Wettringen                | 60027 | 19.03.1858 | Landkreis, ab 1969 Kreis Steinfurt |
| Wettringen                | 60027 | 01.01.1975 | TE < Ochtrup (aus Welbergen) |
| Wewelsburg                | 42051 | 19.03.1858 | Kreis, von 1953 bis 1969 Landkreis Büren |
| Wewelsburg                | 42051 | 01.04.1935 | TE < HaarenI |
| Wewelsburg                | 42051 | 01.01.1975 | A > BürenI |
| Wewer                     | 56024 | 19.03.1858 | Landkreis, bis 1953 Kreis Paderborn |
| Wewer                     | 56024 | 01.07.1969 | A > Paderborn |

#### Wi
| Gemeinde                | Nr.   | Datum      | Maßnahme; Kreiszugehörigkeit |
| ----------------------- | ----- | ---------- | --- |
| Wiblingwerde            | 32018 | 19.03.1858 | Kreis Altena |
| Wiblingwerde            | 32018 | 12.04.1888 | TA > Altena |
| Wiblingwerde            | 32018 | 01.04.1907 | A > Nachrodt-Wiblingwerde |
| Wichlinghausen          | 46036 | 19.03.1858 | Landkreis, bis 1953 Kreis Halle (Westfalen) |
| Wichlinghausen          | 46036 | 01.07.1969 | A > Borgholzhausen |
| Wichlinghofen           | 44090 | 19.03.1858 | Landkreis, bis 1875 Kreis Dortmund |
| Wichlinghofen           | 73031 | 01.04.1887 | ÄK > Landkreis Hörde |
| Wichlinghofen           | 73031 | 01.05.1922 | A > Wellinghofen |
| WickedeI                | 44091 | 19.03.1858 | Landkreis, bis 1875 Kreis Dortmund |
| WickedeI                | 44091 | 08.01.1914 | TA < HusenII |
| WickedeI                | 44091 | 01.04.1928 | A > Dortmund |
| WickedeII               | 59105 | 19.03.1858 | Landkreis, bis 1953 Kreis Soest |
| WickedeII               | 59105 | 01.07.1969 | A > WickedeII (Ruhr) |
| WickedeII (Ruhr)        | 59105 | 01.07.1969 | N < Bentrop (t), Büderich (Westfalen) (t), Echthausen, Schlückingen, WickedeII, Wiehagen und Wimbern; Kreis, bis zum 30.09.1969 Landkreis Soest                                                                        |
| WickedeII (Ruhr)        | 59105 | 01.01.1975 | TA > Arnsberg (aus Echthausen) |
| Wiedenbrück             | 64025 | 19.03.1858 | Landkreis, bis 1953 Kreis Wiedenbrück |
| Wiedenbrück             | 64025 | 12.06.1950 | TE < Lintel |
| Wiedenbrück             | 64025 | 01.04.1952 | TE < Lintel |
| Wiedenbrück             | 64025 | 01.01.1970 | A > Rheda-Wiedenbrück |
| Wiederstein             | 66114 | 19.03.1858 | Landkreis, bis 1923 Kreis Siegen |
| Wiederstein             | 66114 | 01.01.1969 | A > Neunkirchen |
| Wiehagen                | 59106 | 19.03.1858 | Landkreis, bis 1953 Kreis Soest |
| Wiehagen                | 59106 | 01.07.1969 | A > WickedeII (Ruhr) |
| Wiembeck                | 78075 | 21.01.1947 | B; Kreis Lemgo |
| Wiembeck                | 78075 | 01.01.1969 | A > Lemgo |
| Wiemelhausen            | 37072 | 19.03.1858 | Landkreis, bis 1876 Kreis Bochum |
| Wiemelhausen            | 37072 | 01.04.1904 | A > Bochum |
| Wiemeringhausen         | 40059 | 19.03.1858 | Kreis, von 1953 bis 1969 Landkreis Brilon |
| Wiemeringhausen         | 40059 | 01.01.1975 | A > Olsberg |
| Wiescherhöfen           | 47079 | 19.03.1858 | Landkreis, bis 1901 Kreis Hamm |
| Wiescherhöfen           | 76077 | 17.10.1930 | NÄK > Landkreis, bis 1953 Kreis Unna |
| Wiescherhöfen           | 76077 | 01.01.1968 | A > HammI (grt) und Pelkum |
| Wietersheim             | 54069 | 19.03.1858 | Kreis, von 1953 bis 1969 Landkreis Minden |
| Wietersheim             | 54069 | 01.07.1920 | E < Gutsbezirk Wietersheim |
| Wietersheim             | 54069 | 01.01.1973 | A > Petershagen |
| Wietersheim, Gutsbezirk |       |            | → Gutsbezirk Wietersheim |
| Wigbold Metelen         | 60016 | 19.03.1858 | Kreis Steinfurt |
| Wigbold Metelen         | 60016 | 01.04.1938 | A > Metelen |
| Wigbold Nienborg        | 31016 | 19.03.1858 | Landkreis, bis 1953 Kreis Ahaus |
| Wigbold Nienborg        | 31016 | 01.04.1907 | TE < Heek |
| Wigbold Nienborg        | 31016 | 01.04.1936 | TE < Heek |
| Wigbold Nienborg        | 31016 | 01.07.1969 | A > Heek |
| Wigbold Ochtrup         | 60020 | 19.03.1858 | Kreis Steinfurt |
| Wigbold Ochtrup         | 60020 | 01.10.1890 | A > Ochtrup |
| Wigbold Schöppingen     | 31019 | 19.03.1858 | Landkreis, bis 1953 Kreis Ahaus |
| Wigbold Schöppingen     | 31019 | 01.07.1969 | A > Schöppingen |
| Wigbold Wolbeck         | 55026 | 19.03.1858 | Landkreis Münster |
| Wigbold Wolbeck         | 55026 | 01.04.1957 | A > Wolbeck |
| Wiggeringhausen         |       |            | → Merklinghausen-Wiggeringhausen |
| Wilden                  | 66115 | 19.03.1858 | Landkreis, bis 1923 Kreis Siegen |
| Wilden                  | 66115 | 01.01.1969 | A > Wilnsdorf |
| Wildewiese              | 33057 | 19.03.1858 | Kreis, von 1953 bis 1969 Landkreis Arnsberg |
| Wildewiese              | 33057 | 01.01.1975 | A > SundernI (Sauerland) |
| Wilgersdorf             | 66116 | 19.03.1858 | Landkreis, bis 1923 Kreis Siegen |
| Wilgersdorf             | 66116 | 01.01.1969 | A > Wilnsdorf |
| Willebadessen           | 62047 | 19.03.1858 | Kreis, von 1953 bis 1969 Landkreis Warburg |
| Willebadessen           | 62047 | 1895       | TA > Gutsbezirk Niesen |
| Willebadessen           | 62047 | 1924       | TA > Borlinghausen |
| Willebadessen           | 49082 | 01.01.1975 | E < Altenheerse, Borlinghausen, Eissen, Engar, Fölsen, HelmernII, Ikenhausen, Löwen, Niesen, Peckelsheim, Schweckhausen und Willegassen; ÄK > Kreis Höxter                                                             |
| Willegassen             | 62048 | 19.03.1858 | Kreis, bis 1969 Landkreis Warburg |
| Willegassen             | 62048 | 1925       | TA > Schweckhausen |
| Willegassen             | 62048 | 01.01.1975 | A > Willebadessen |
| Wilnsdorf               | 66117 | 19.03.1858 | Kreis, von 1953 bis 1969 Landkreis Siegen |
| Wilnsdorf               | 66117 | 01.01.1969 | E < Anzhausen, Flammersbach, Gernsdorf, Niederdielfen, Oberdielfen, Rinsdorf, Rudersdorf, Wilden und Wilgersdorf; TE < Obersdorf                                                                                       |
| Wilnsdorf               | 85011 | 01.01.1984 | NÄK > Kreis Siegen-Wittgenstein |
| Wimbern                 | 50030 | 19.03.1858 | Landkreis, bis 1907 Kreis Iserlohn |
| Wimbern                 | 50030 | 01.07.1969 | A > WickedeII (Ruhr) |
| Windheim                | 54070 | 19.03.1858 | Kreis, von 1953 bis 1969 Landkreis Minden |
| Windheim                | 54070 | 01.01.1973 | A > Petershagen |
| Wingeshausen            | 65051 | 19.03.1858 | Kreis, von 1953 bis 1969 Landkreis Wittgenstein |
| Wingeshausen            | 65051 | ca. 1929   | TE < Gutsbezirk Sayn-Wittgenstein-Berleburg |
| Wingeshausen            | 65051 | 01.01.1965 | TE < Gutsbezirk Sayn-Wittgenstein-Berleburg |
| Wingeshausen            | 65051 | 01.01.1975 | A > Bad Berleburg |
| Winkelshütten           | 46037 | 19.03.1858 | Kreis Halle (Westfalen) |
| Winkelshütten           | 46037 | 01.10.1928 | A > Brincke |
| Winterberg              | 40060 | 19.03.1858 | Kreis, von 1953 bis 1969 Landkreis Brilon |
| Winterberg              | 83012 | 01.01.1975 | E < Altastenberg, Elkeringhausen, Grönebach, Hildfeld, Mollseifen, Neuastenberg, Niedersfeld, Siedlinghausen, Silbach und Züschen; TE < Bödefeld-Land, Girkhausen, Langewiese und Oberkirchen; ÄK > Hochsauerlandkreis |
| Winz                    | 37073 | 19.03.1858 | Landkreis, bis 1876 Kreis Bochum |
| Winz                    | 72028 | 01.07.1885 | ÄK > Kreis Hattingen |
| Winz                    | 72028 | 01.04.1926 | E < Baak, Dumberg und Niederwenigern |
| Winz                    | 72028 | 15.05.1926 | E < Niederbonsfeld |
| Winz                    | 75036 | 01.08.1929 | TA > Bochum; ÄK > Ennepe-Ruhrkreis |
| Winz                    | 75036 | 01.04.1939 | TA > Hattingen |
| Winz                    | 75036 | ca. 1946   | NÄK > Ennepe-Ruhr-Kreis |
| Winz                    | 75036 | 01.01.1970 | TA > Langenberg (Regierungsbezirk Düsseldorf, Kreis Düsseldorf-Mettmann) |
| Winz                    | 75036 | 01.01.1970 | A > Hattingen |
| Wippringsen             | 59107 | 19.03.1858 | Landkreis, bis 1953 Kreis Soest |
| Wippringsen             | 59107 | 01.07.1969 | A > Möhnesee |
| Wirthe-Burlo            |       |            | → Borkenwirthe-Burlo |
| Wischlingen             | 44092 | 19.03.1858 | Landkreis, bis 1875 Kreis Dortmund |
| Wischlingen             | 44092 | 10.06.1914 | A > Dortmund |
| Wissentrup              | 77092 | 21.01.1947 | B; Kreis Detmold |
| Wissentrup              | 77092 | 01.01.1970 | A > Lage |
| Witten                  | 37074 | 19.03.1858 | Landkreis, bis 1876 Kreis Bochum |
| Witten                  | 08000 | 01.04.1899 | ÄK > Stadtkreis, ab 1953 kreisfreie Stadt Witten |
| Witten                  | 08000 | 01.07.1921 | E < Heven |
| Witten                  | 08000 | 01.08.1929 | E < Düren und StockumII; TE < Annen, Bommern, Langendreer und Querenburg |
| Witten                  | 08000 | 01.01.1970 | TE < Herdecke und Wengern |
| Witten                  | 75041 | 01.01.1975 | E < Herbede; ÄK > Ennepe-Ruhr-Kreis |

#### Wo
| Gemeinde            | Nr.   | Datum      | Maßnahme; Kreiszugehörigkeit                                                 |
| ------------------- | ----- | ---------- | ---------------------------------------------------------------------------- |
| Wöbbel              | 77093 | 21.01.1947 | B; Landkreis, ab dem 01.10.1969 Kreis Detmold                                |
| Wöbbel              | 77093 | 01.01.1970 | A > Schieder-Schwalenberg                                                    |
| Wolbeck             | 55026 | 01.04.1957 | N < Kirchspiel Wolbeck und Wigbold Wolbeck; Landkreis, ab 1969 Kreis Münster |
| Wolbeck             | 55026 | 01.01.1975 | A > Münster                                                                  |
| Wolbeck, Kirchspiel |       |            | → Kirchspiel Wolbeck                                                         |
| Wolbeck, Wigbold    |       |            | → Wigbold Wolbeck                                                            |
| Womelsdorf          | 65052 | 19.03.1858 | Kreis, von 1953 bis 1969 Landkreis Wittgenstein                              |
| Womelsdorf          | 65052 | 01.01.1965 | TE < Gutsbezirk Sayn-Wittgenstein-Berleburg                                  |
| Womelsdorf          | 65052 | 01.01.1975 | A > Erndtebrück                                                              |
| Wörderfeld          | 77094 | 21.01.1947 | B; Landkreis, ab dem 01.10.1969 Kreis Detmold                                |
| Wörderfeld          | 77094 | 01.01.1970 | A > Lügde                                                                    |
| Wormbach            | 70023 | 19.03.1858 | Kreis, von 1953 bis 1969 Landkreis Meschede                                  |
| Wormbach            | 70023 | 10.11.1888 | TA > Cobbenrode                                                              |
| Wormbach            | 70023 | 1920       | TA > Fleckenberg                                                             |
| Wormbach            | 70023 | 01.10.1964 | TA > Oberkirchen                                                             |
| Wormbach            | 70023 | 01.01.1975 | A > Schmallenberg                                                            |
| Wormeln             | 62049 | 19.03.1858 | Kreis, von 1953 bis 1969 Landkreis Warburg                                   |
| Wormeln             | 62049 | 01.01.1975 | A > Warburg                                                                  |

#### Wu
| Gemeinde        | Nr.   | Datum      | Maßnahme; Kreiszugehörigkeit                                                                                             |
| --------------- | ----- | ---------- | --- |
| Wulfen          | 58029 | 19.03.1858 | Kreis, von 1901 bis 1969 Landkreis Recklinghausen                                                                        |
| Wulfen          | 58029 | 01.01.1975 | A > Dorsten |
| Wülfer-Bexten   | 78076 | 21.01.1947 | B; Kreis Lemgo |
| Wülfer-Bexten   | 78076 | 01.01.1969 | A > Bad Salzuflen (grt) und Leopoldshöhe                                                                                 |
| Wulferdingsen   | 54071 | 19.03.1858 | Kreis, von 1953 bis 1969 Landkreis Minden                                                                                |
| Wulferdingsen   | 54071 | 01.01.1973 | A > Bad Oeynhausen |
| Wülfte          | 40061 | 19.03.1858 | Kreis, von 1953 bis 1969 Landkreis Brilon                                                                                |
| Wülfte          | 40061 | 01.01.1975 | A > Brilon |
| Wullen          |       |            | → Annen und Annen-Wullen                                                                                                 |
| Wüllen          | 31027 | 19.03.1858 | Landkreis, bis 1953 Kreis Ahaus                                                                                          |
| Wüllen          | 31027 | 01.04.1938 | TA > Wessum |
| Wüllen          | 31027 | 01.04.1966 | TA > Ahaus |
| Wüllen          | 31027 | 01.07.1969 | A > Ahaus |
| Wulmeringhausen | 40062 | 19.03.1858 | Kreis, von 1953 bis 1969 Landkreis Brilon                                                                                |
| Wulmeringhausen | 40062 | 01.01.1975 | A > Olsberg |
| Wülpke          | 54072 | 19.03.1858 | Kreis, von 1953 bis 1969 Landkreis Minden                                                                                |
| Wülpke          | 54072 | 01.01.1973 | A > Porta Westfalica |
| Wunderthausen   | 65053 | 19.03.1858 | Kreis, von 1953 bis 1969 Landkreis Wittgenstein                                                                          |
| Wunderthausen   | 65053 | ca. 1929   | TE < Gutsbezirk Sayn-Wittgenstein-Berleburg                                                                              |
| Wunderthausen   | 65053 | 01.01.1965 | TE < Gutsbezirk Sayn-Wittgenstein-Berleburg                                                                              |
| Wunderthausen   | 65053 | 01.01.1975 | A > Bad Berleburg |
| Wünnenberg      | 42052 | 19.03.1858 | Kreis, von 1953 bis 1969 Landkreis Büren                                                                                 |
| Wünnenberg      | 56031 | 01.01.1975 | E < Bleiwäsche, HaarenI, HelmernI und Leiberg; TE < Dalheim'I, Elisenhof, Fürstenberg und Meerhof; ÄK > Kreis Paderborn; |
| Wünnenberg      | 56031 | 01.01.2000 | NÄ > Bad Wünnenberg |
| Würgassen       | 49076 | 19.03.1858 | Landkreis, bis 1953 und ab dem 01.10.1969 Kreis Höxter                                                                   |
| Würgassen       | 49076 | 01.01.1970 | A > Beverungen |
| Würgendorf      | 66118 | 19.03.1858 | Landkreis, bis 1923 Kreis Siegen                                                                                         |
| Würgendorf      | 66118 | 01.01.1969 | A > Burbach |
| Wüsten          | 78077 | 21.01.1947 | B; Kreis Lemgo |
| Wüsten          | 78077 | 01.01.1969 | A > Bad Salzuflen (grt) und Lemgo                                                                                        |

### Z
| Gemeinde   | Nr.   | Datum      | Maßnahme; Kreiszugehörigkeit                    |
| ---------- | ----- | ---------- | ----------------------------------------------- |
| Zeppenfeld | 66119 | 19.03.1858 | Landkreis, bis 1923 Kreis Siegen                |
| Zeppenfeld | 66119 | 01.01.1969 | A > Neunkirchen                                 |
| Zinse      | 65054 | 19.03.1858 | Kreis, von 1953 bis 1969 Landkreis Wittgenstein |
| Zinse      | 65054 | 01.01.1975 | A > Erndtebrück                                 |
| Züschen    | 40063 | 19.03.1858 | Kreis, von 1953 bis 1969 Landkreis Brilon       |
| Züschen    | 40063 | 01.01.1975 | A > Winterberg                                  |

## Fußnote
1. ↑  Siegen: Die Stadt besaß vom 1. Juli 1966 bis zum 31. Dezember 1974 eingeschränkte Rechte einer kreisfreien Stadt nach den landesrechtlichen Bestimmungen.